# Wojna polsko-rosyjska (1654–1667)

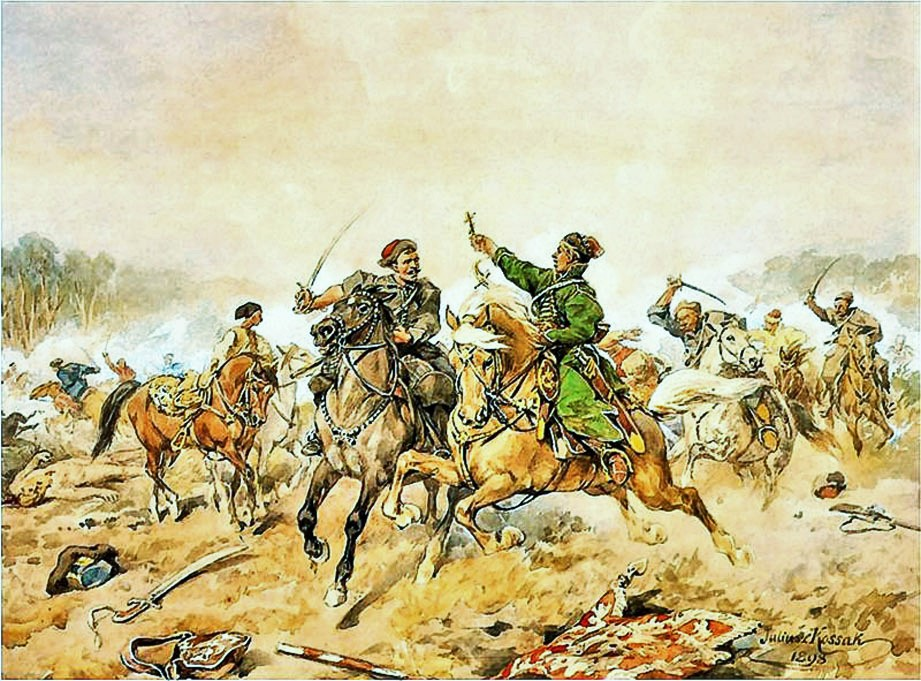
Jan Chryzostom Pasek pod Lachowiczami, obraz Juliusza Kossaka

Wojna polsko-rosyjska (1654–1667), wojna moskiewska 1654–1667 – wojna obronna Rzeczypospolitej Obojga Narodów wobec najazdu na jej terytorium wojsk Carstwa Rosyjskiego rozgrywająca się w latach 1654–1667, na czas której przypadł również potop szwedzki (1655-1660).
Wojna rozpoczęła się wiosną i latem 1654 roku od inwazji armii liczącej, w zależności od źródeł i opracowań, od 70 tys. do ponad 150 tys. żołnierzy rosyjskich oraz zajęcia większości terytorium Ukrainy i Wielkiego Księstwa Litewskiego pod pretekstem pomocy powstaniu Chmielnickiego i poddania terytorium Hetmanatu carowi rosyjskiemu na podstawie ugody perejasławskiej i obrony ludności prawosławnej w Rzeczypospolitej.
Wojna trwała z przerwami niemal 14 lat i składała się z kilku kampanii, w wyniku których Rosjanie zostali wyparci z większości terytorium polsko-litewskiego. Działania wojenne zakończyły się w 1667 roku rozejmem andruszowskim. W wyniku wojny Rzeczpospolita utraciła jednak Smoleńsk oraz Kijów i Ukrainę Zadnieprzańską.
Był to najdłużej trwający – ponad 13 lat – konflikt zbrojny w historii Rzeczypospolitej i drugi w całej historii Polski (po wojnie o Ruś Halicką), stąd bywa nazywany (drugą) wojną trzynastoletnią. Formalnie stan wojny został zniesiony przez zawarcie traktatu pokojowego w 1686, jednak traktat ten został ratyfikowany przez Sejm dopiero w 1764 roku.
Na czas wojny polsko-rosyjskiej przypadły również potop szwedzki (II wojna północna, 1655-1660), najazd Rakoczego (1657), a także trwały powstania kozackie.

## Geneza
Sposobność do wystąpienia przeciwko Rzeczypospolitej dało Rosji powstanie Chmielnickiego 1648–1654. Gdy do Moskwy dotarła wiadomość o śmierci władcy Rzeczypospolitej Władysława IV i o klęsce armii koronnej pod Korsuniem, wojska cara Aleksego, które według wcześniejszych ustaleń miały wspólnie z armią Rzeczypospolitej zaatakować Chanat Krymski, wstrzymały swój pochód i zawróciły.
Był to już wstępny sygnał, że Moskwa dostrzegła w powstaniu kozackim szansę na odzyskanie utraconych w pierwszej połowie XVII wieku ziem, a może nawet i zdobycie Ukrainy. Na początku Rosja czekała na rozwój wypadków. W końcu 1649 car Aleksy postanowił wykorzystać kłopoty Rzeczypospolitej. W tym celu przybyło do Polski w końcu stycznia 1650 roku poselstwo rosyjskie, na czele którego stał Jerzy Gawryłowicz Puszkin. W marcu przedstawiono Rzeczypospolitej pretekst, pod jakim Rosja chce rozpocząć wojnę. Pretekstem tym była jedna z książek wysławiających czyny wojenne Władysława IV w walkach z Rosją, w której niewłaściwie tytułowano ojca obecnego cara Rosji. Ambasador moskiewski zażądał spalenia wszystkich egzemplarzy książki i skazania autora na śmierć. Zażądano do tego skazania na śmierć Jeremiego Wiśniowieckiego, oddania wszystkich grodów przyznanych Rzeczypospolitej na podstawie pokoju polanowskiego (czyli także Smoleńska) i pół miliona złotych kontrybucji. Niespełnienie tych żądań miało oznaczać natychmiastową wojnę.
W kwietniu wieść o poselstwie rosyjskim dotarła do chana krymskiego Islama Gireja, który natychmiast zaproponował Rzeczypospolitej wspólny atak na Rosję. Chan krymski w wystąpieniu moskiewskim dostrzegł okazję do odzyskania ziem utraconych przez Tatarów, Chanatu Kazańskiego i Chanatu Astrachańskiego. W maju 1650 roku przybył w tej sprawie do Warszawy poseł chana krymskiego Mustafa aga. Przed Rzecząpospolitą pojawiła się szansa popchnięcia wszystkich sił kozacko-tatarskich na Rosję. Sam hetman kozacki Bohdan Chmielnicki nie był niechętny tej wojnie i wymagał jedynie, by w trakcie działań wojennych wojska koronne nie wkraczały na obszary przez niego kontrolowane. Poselstwo rosyjskie zatrzymane zostało w Warszawie, a do Moskwy wysłany został specjalny posłaniec.
W lipcu 1650 roku car Aleksy pojął, w jakim znalazł się położeniu. Rzeczpospolita jednak nie wykorzystała stworzonej przez Rosję szansy, a senatorowie, by uniknąć wojny z Rosją, zgodzili się na wydarcie ze spornej książki kart z tekstami uznanymi za obraźliwe dla cara. Tak więc rok 1651 zamiast przenieść burzę kozacko-tatarską na tereny państwa moskiewskiego, doprowadził do bitwy pod Beresteczkiem. Panująca na Naddnieprzu zaraza i klęska pod Batohem w roku 1652 pozbawiły Rzeczpospolitą tysięcy weteranów. Brak doświadczonych i wyszkolonych żołnierzy był jedną z głównych przyczyn przyszłych klęsk w wojnie ze Szwedami. Dodatkowo państwo osłabione zostało przez liczne zarazy, które z Ukrainy rozchodziły się na całą Rzeczpospolitą. W 1653 roku koncentrujące się nad granicą wojska rosyjskie wywołały zaniepokojenie mieszkańców Wielkiego Księstwa Litewskiego.
Szczególną datą był rok 1654 i traktat perejasławski, który spowodował interwencję wojsk rosyjskich w wewnętrzne sprawy Rzeczypospolitej. Już 1 października 1653 car Aleksy zwołał Sobór Ziemski, który podjął decyzję o przyłączeniu Ukrainy do Rosji, a trzy miesiące później, na początku stycznia 1654 roku, do Perejasławia przybyło poselstwo rosyjskie z Wasylem Buturlinem na czele. 17 stycznia zwołano radę kozacką i postanowiono poddać się Moskwie. Następnego dnia, 18 stycznia 1654 Ukraina poddana została carowi. Moskwa poparła Bohdana Chmielnickiego, a car Aleksy Michajłowicz przyjął jego poddaństwo. Ten akt poddaństwa uznaje się za koniec powstania kozackiego i początek wojny polsko-rosyjskiej.
Potężnie osłabiona dotychczasowymi walkami z Kozakami, Rzeczpospolita Obojga Narodów stanęła u progu długiej i kosztownej wojny z Rosją toczonej w latach 1654–1667 (tocząc jednocześnie walki ze Szwedami podczas Potopu), która ostatecznie zakończyła się traktatem andruszowskim, w wyniku którego Wielkie Księstwo Litewskie utraciło Smoleńsk z okolicznymi ziemiami, a Korona Królestwa Polskiego całą Ukrainę zadnieprzańską z Kijowem.

## I faza 1654–1655

### 1654

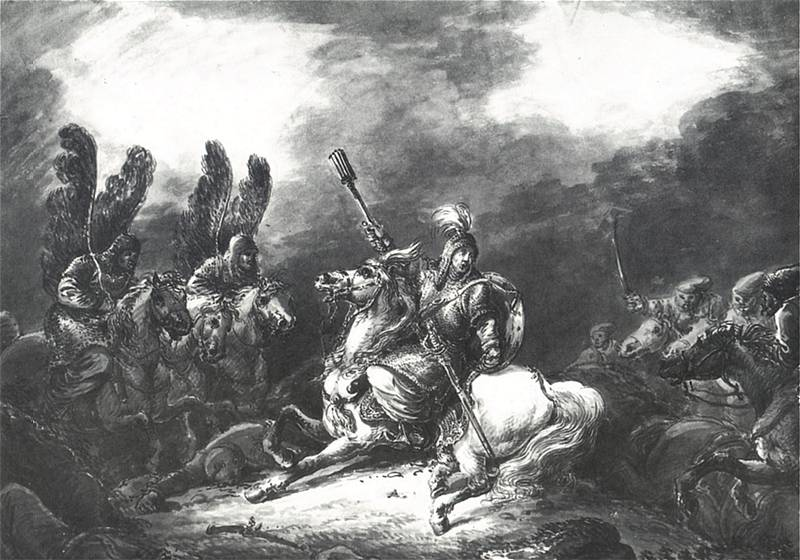
Aleksander Orłowski, Walka wojsk pancernych z Tatarami

18 stycznia Ukraina poddała się Rosji. W odpowiedzi na ten akt wiosną 1654 roku armia koronna pod wodzą Stanisława Rewery Potockiego i Stefana Czarnieckiego wkroczyła na Ukrainę z karną ekspedycją, która miała zasiać postrach i skłonić Kozaków do powrotu pod władzę Jana Kazimierza, a w rzeczywistości wzmocniła więzi kozacko-rosyjskie i przekonała do sojuszu z Rosją nawet tych, którzy uprzednio byli temu przeciwni.

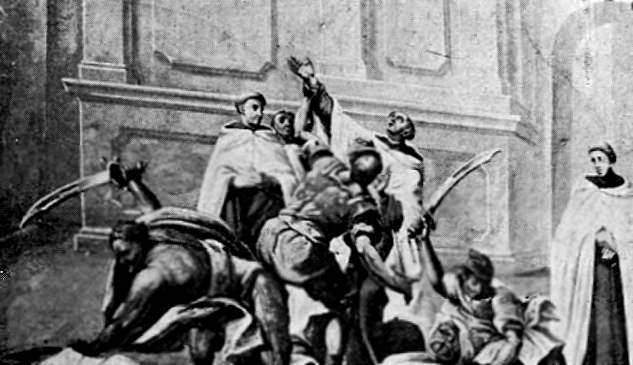
Rzeź Trubeckiego

28 marca 1654 w obliczu straszliwego zagrożenia król Jan Kazimierz zerwał za pośrednictwem posła Pawła Białobłockiego sejm z bardzo błahej przyczyny, gdyż ze względu na niechęć do Janusza Radziwiłła nie chciał, by ten został hetmanem wielkim litewskim. Drugie w historii liberum veto powiększało anarchię magnackiej Rzeczypospolitej, której zaczynało brakować czasu na przygotowanie obrony. W kwietniu ambasador Rzeczypospolitej w Bachczyseraju strażnik wielki koronny Mariusz Stanisław Jaskólski zawarł porozumienie z chanem Islamem Girejem, który wobec wystąpienia Rosji postanowił zmienić front i stanąć przeciwko swym dotychczasowym sojusznikom.
Tymczasem w kraju działo się bardzo źle, a przeciw królowi zawiązywała się koalicja magnacka z hetmanem polnym litewskim Januszem Radziwiłłem na czele. Doszło do tego, że Janusz Radziwiłł wezwał księcia Siedmiogrodu Jerzego II Rakoczego, by ten starał się zbrojnie opanować polski tron. Radziwiłłów wspierali Lubomirscy i Opalińscy.

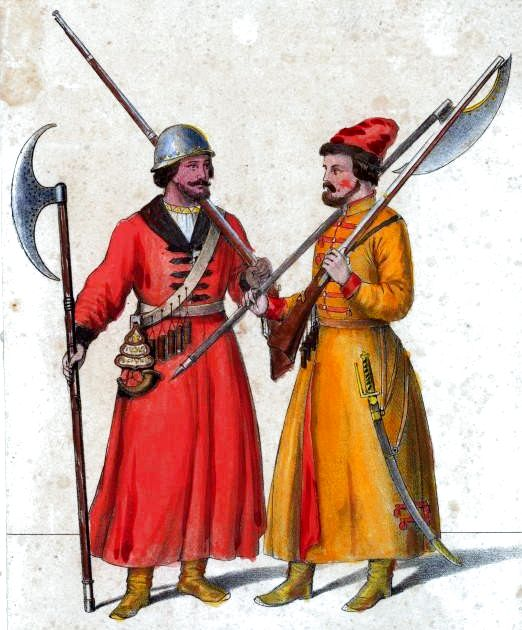
Strzelcy moskiewscy

Na początku maja wkroczyła na Ukrainę silna armia rosyjska (ok. 10 tysięcy), pod dowództwem Wasilija Szeremietiewa i Fiodora Buturlina, a w końcu maja na czele ogromnych wojsk ruszył w pochód na Litwę sam car Aleksy, który wydał manifest wzywający wszystkich prawosławnych na terenie Rzeczypospolitej do walki z wrogami wiary. Rosja bardzo starannie przygotowała się do wojny, a w skład armii rosyjskiej wchodziło wiele najemnych regimentów z Europy zachodniej. Wielu jej oficerów służyło w poprzednich latach w Rzeczypospolitej, znając jej mocne i słabe punkty. Rosja, która już od dłuższego czasu szykowała się do tej wojny, w ogromnym stopniu powiększyła swą armię.
Dlatego latem 1654 roku trzy potężne armie rosyjskie, które wkroczyły na teren Wielkiego Księstwa Litewskiego, liczyły łącznie około 70 000 żołnierzy. Niemal bez walki zajęły większość miast i fortyfikacji aż po Mińsk, w tym Dzisnę i Druję. Główną przyczyną tak błyskawicznych sukcesów obok ogromu sił rosyjskich były przestarzałe umocnienia twierdz, brak załóg i niedostatki w zaopatrzeniu. 17 czerwca padł Połock, a 7 lipca car Aleksy stanął pod Smoleńskiem.
Logicznym następstwem wszystkich tych wydarzeń było odwrócenie przymierzy. Wspomagający dotąd Kozaków Tatarzy zawarli 20 lipca 1654 sojusz z Rzecząpospolitą, kiedy to Jan Kazimierz zaprzysiągł zawarty przez posła Mariusza Stanisława Jaskólskiego traktat z chanem krymskim Islamem Girejem. Rzeczpospolita wracała na drogę, którą odrzuciła w 1650 roku. Jednak tym razem jej kondycja materialna była zupełnie inna, a do tego Kozacy stali już po stronie Rosji.
22 lipca padł Mścisław, wojska rosyjskie splądrowały miasto, dokonując tzw. rzezi Trubeckiego. Następnie padły Witebsk i Mohylew. Hetman wielki litewski Janusz Radziwiłł 12 sierpnia popisał się wielkim talentem i pobił wielokrotnie silniejszych Rosjan pod Szkłowem, ale 24 sierpnia został rozbity pod Szepielewiczami. W wyniku tej bitwy Rosjanie błyskawicznie zdobyli całą połać Litwy aż po Berezynę i Dźwinę. Przerażona ludność cywilna tłumnie uciekała na zachód, głównie do Wilna. Nieco dłuższy opór stawiała jedynie twierdza Smoleńska, jednak skapitulowała 3 października 1654 roku.

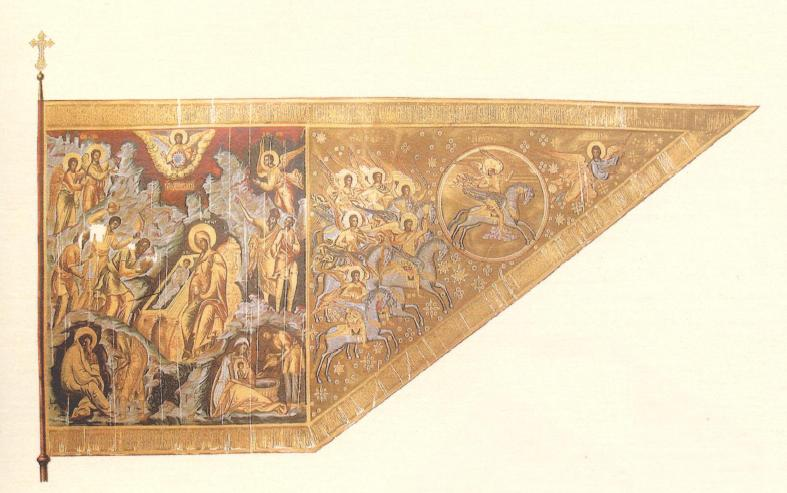
Sztandar Wielkiego Pułku z centralnej armii cara Aleksego Michajłowicza

Rosja zdecydowanie wygrywała wojnę, jednak radość z tego powodu tłumiła straszliwa epidemia, która szerzyła się w państwie moskiewskim, zabijając tysiące ludzi i w znacznym stopniu osłabiając kraj materialnie i demograficznie. W październiku ruszyła na wschód potężna wyprawa armii koronnej, na czele której stanął hetman wielki koronny Stanisław Rewera Potocki i hetman polny koronny Stanisław Lanckoroński. Towarzyszyli im oboźny wielki koronny Stefan Czarniecki, wojewoda czernihowski Krzysztof Tyszkiewicz, Aleksander Koniecpolski, wojewoda bracławski Piotr Potocki i Jan Sobieski. Wojska szły na spotkanie z nowym sprzymierzeńcem – Tatarami, pustosząc przy tym Bracławszczyznę. W tym samym czasie pojawiły się wieści, że będąca w rozpaczliwym położeniu Litwa zamierza poddać się królowi Szwecji. W niecałe sto lat po unii lubelskiej Rzeczypospolitej zagroził rozpad.
W początkach października, zająwszy tereny aż po Berezynę, wojska rosyjskie rozłożyły się na leżach zimowych i Litwa uzyskała trochę spokoju. Przybyły posiłki z Korony, jednak wobec kłótni w litewskim dowództwie nie podejmowano żadnych działań.
W listopadzie Jaskólski drugi raz przybył do Bachczyseraju, gdzie chan Mehmed IV zatwierdził układ sojuszniczy z Rzecząpospolitą. Traktat obok upominków dla Tatarów mówił o przyznaniu Tatarom Kazania i Astrachania. Na Ukrainie 18 grudnia do obozu koronnego przybył podjazd tatarski liczący 150 ludzi i było to pierwsze sojusznicze spotkanie wojsk koronnych z Tatarami. Ze względu na to, że Rosja napuściła na Chanat Krymski Ordę Kałmucką i Kozaków dońskich, chan przysłał Rzeczypospolitej na pomoc mniejsze od spodziewanych siły dowodzone przez Kai beja i kałgę sułtana Mengli Gereja, syna nieżyjącego chana Islama III Gereja.

### Pierwsza połowa 1655

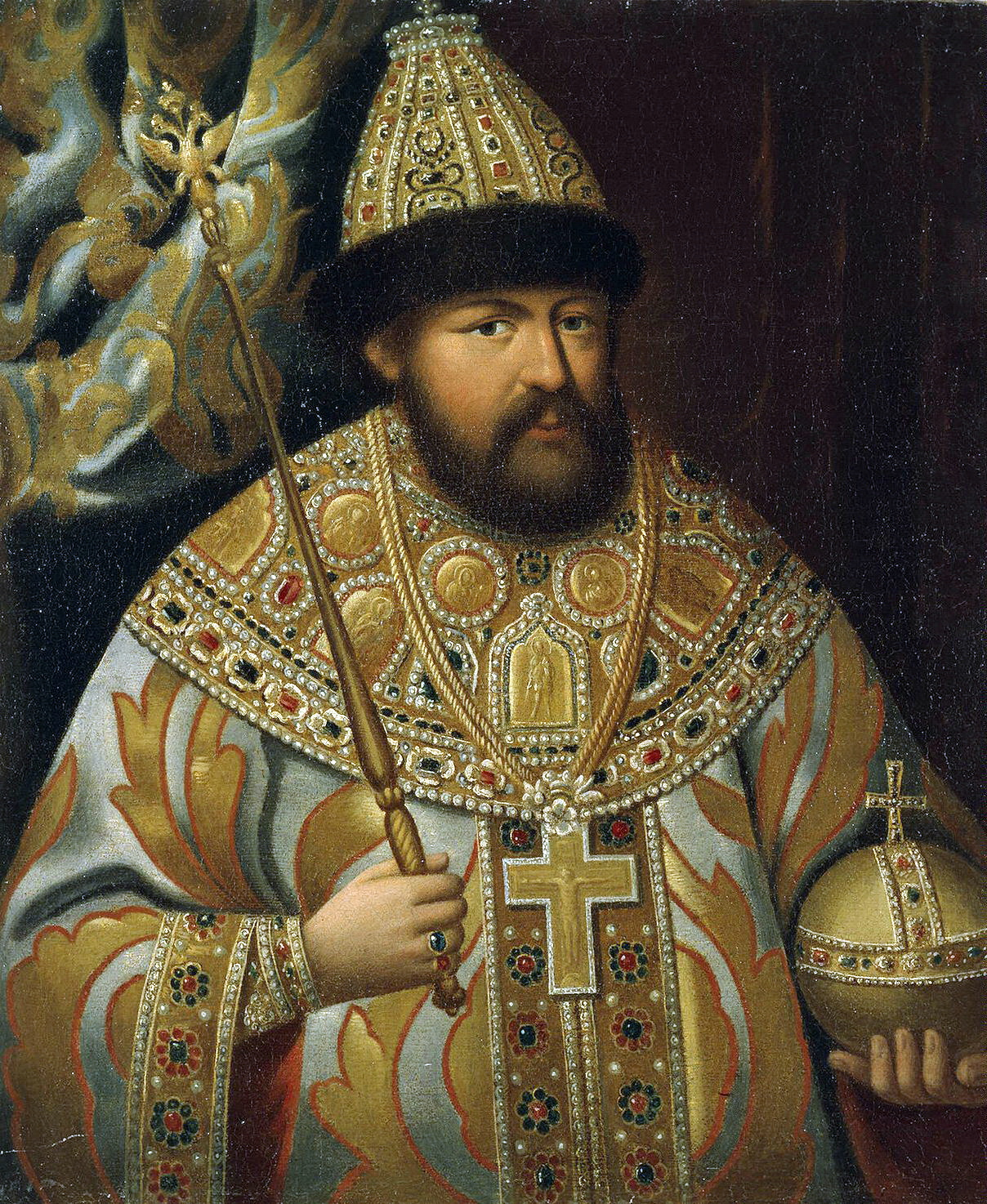
car Aleksy I Romanow

Na początku 1655 roku wojsko litewskie rozpoczęło działania, jednak bez większych efektów – działając zimą Radziwiłł podejmował bezskuteczne próby odzyskania Nowego Bychowa i Mohylewa. Wojska koronne 6 stycznia 1655 połączyły się z Tatarami, a 29 stycznia stoczyły pod Ochmatowem zwycięską bitwę z potężną armią rosyjsko-kozacką Bohdana Chmielnickiego i Szeremietewa. Choć początkowo zanosiło się na zwycięstwo wojsk koronnych na miarę Beresteczka, to 2 lutego armii rosyjsko-kozackiej po przekupieniu Tatarów udało się wyjść z potrzasku. Wszelkie podjęte dotąd próby odzyskania terenu i inicjatywy przez wojska litewskie i koronne nie przyniosły skutku. Tam, gdzie Rosjanie umocnili już swą władzę, przystępowali do systematycznej grabieży miast i wsi litewskich. Na podbitych terenach rozpoczęła się deportacja ludności w głąb państwa moskiewskiego.
Wiosną car Aleksy wznowił działania wojenne na Litwie, bez większego oporu powiększając swój stan posiadania. Janusz Radziwiłł z 5000 żołnierzy stanął pod Wilnem, na które szła potężna armia kozacka atamana nakaźnego Zołotareńki i rosyjska kniazia Czerkaskiego.
W tym samym czasie na Ukrainie zamiast walczyć z Kozakami i Rosjanami wojska koronne zajęte były naganianiem jasyru dla Tatarów. Całe obszary Ukrainy zamieniły się w pustynię, zniszczono około 1000 cerkwi, a między Dniestrem a Bohem 270 miast zamieniono w zgliszcza.
W lipcu Kozacy i Rosjanie dowodzeni przez Buturlina, Potemkina i Chmielnickiego bezskutecznie oblegali broniony przez wojewodę bracławskiego Piotra Potockiego Kamieniec Podolski. Podczas oblężenia Chmielnicki, pragnąc uwolnić się od coraz cięższej ręki moskiewskiej i jednocześnie nie chcąc wracać pod władzę króla Polski, rozpoczął pertraktacje z posłami króla Szwecji Karola Gustawa.

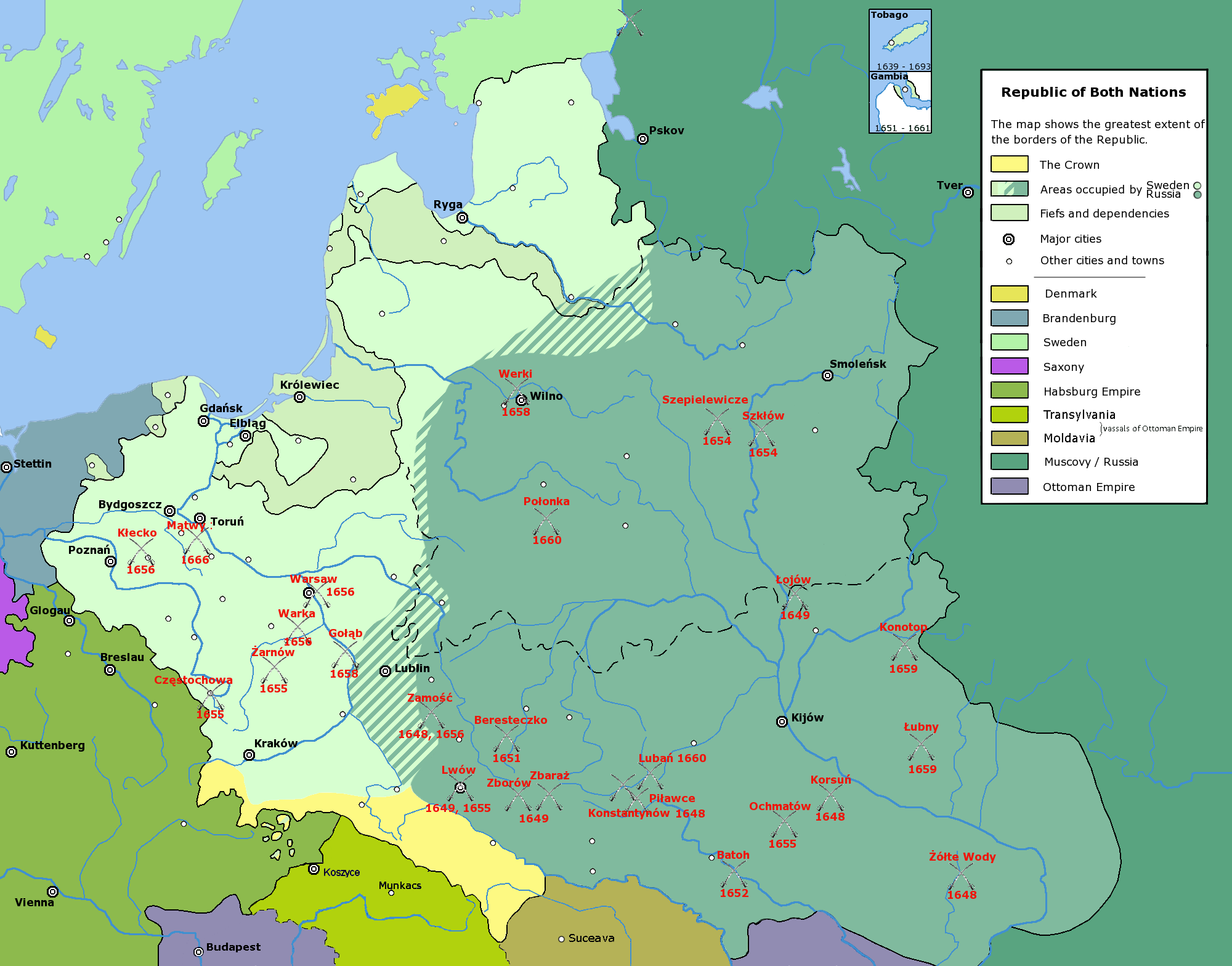
Rzeczpospolita w czasie potopu

### Potop
Latem 1655 mające ogromną przewagę armie rosyjskie podjęły ofensywę w Wielkim Księstwie Litewskim. 11 lipca Rosjanie zajęli Mińsk, a 10 dni później, 21 lipca 1655 armia szwedzka, dowodzona przez feldmarszałka Arvida Wittenberga wkroczyła do Wielkopolski, rozpoczynając w historii Polski okres, który dzięki powieści Henryka Sienkiewicza powszechnie znany jest jako Potop. Na Litwie 7 sierpnia Rosjanie pobili Radziwiłła pod Wilnem. Gdy pobite wojska litewskie opuściły Wilno, Kozacy i Rosjanie następnego dnia z łatwością złamali opór mieszczan. Rzeź mieszkańców trwała trzy dni, a miasto płonęło przez siedemnaście. Zniszczeniu uległo wiele cennych budowli, w większości już nie odbudowanych.

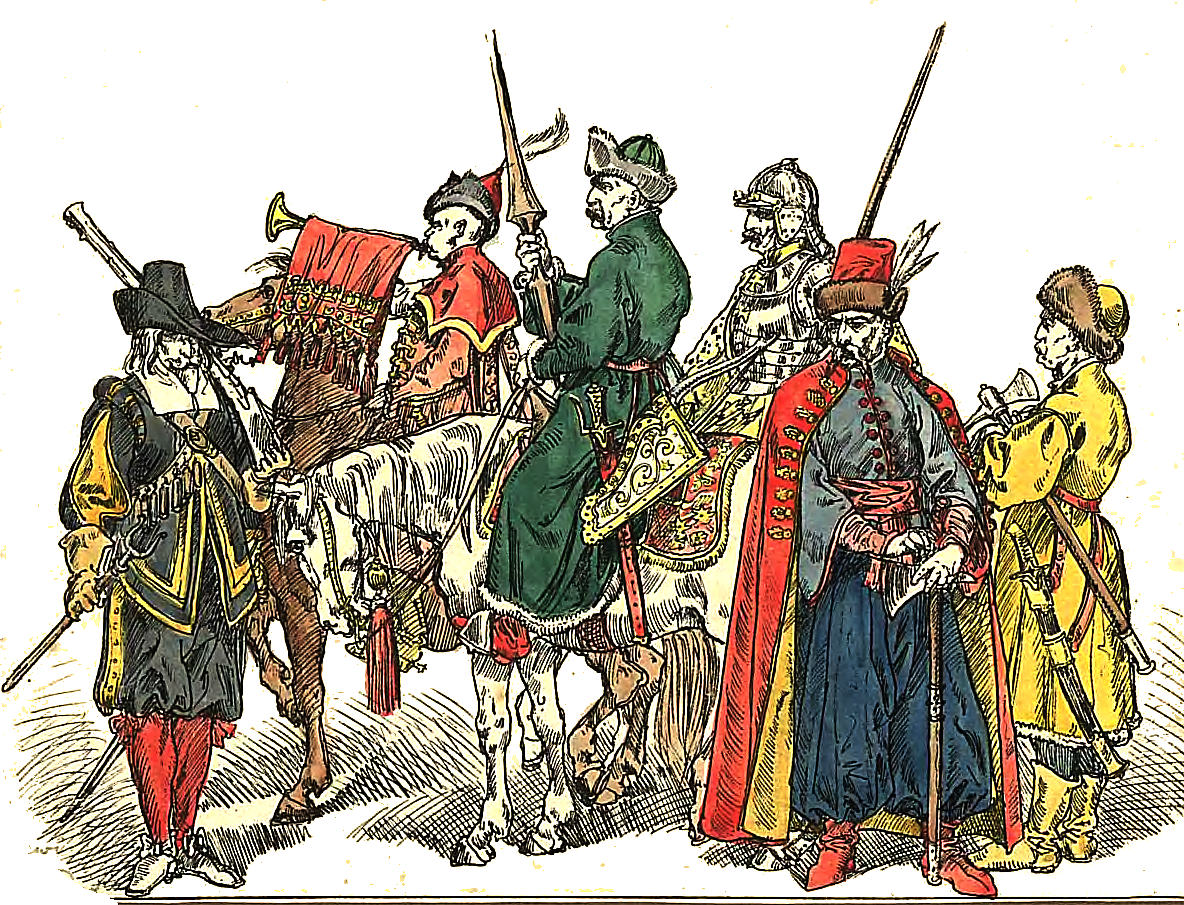
Żołnierze polscy 1633–1668

Wkrótce po utracie Wilna część armii Radziwiłła dowodzona przez pułkownika Kazimierza Żeromskiego wymówiła mu posłuszeństwo. Wincenty Aleksander Gosiewski i Żeromski wraz z częścią wojsk stanęli po stronie Jana Kazimierza, podczas gdy Janusz Radziwiłł postanowił poddać się królowi Szwecji Karolowi Gustawowi. W Jaszwojniach koło Kiejdan Radziwiłł podpisał 18 sierpnia akt poddania Wielkiego Księstwa Litewskiego królowi Szwecji Karolowi Gustawowi. Układ dotyczył także wojska, jednak większość oddziałów opowiedziała się po stronie Jana Kazimierza i odeszła na zachód.
Ataman nakaźny Iwan Zołotareńko na czele armii kozackiej 26 sierpnia dotarł aż do Kowna, w którego okolicach wspólnie z armią carską walczył z partyzantką organizowaną przez żmudzkich chłopów. Dwa dni po upadku Kowna padło Grodno. Rezydujący w Wilnie car Aleksy ogłosił się 13 września Wielkim Księciem Litwy, Białej Rusi, Wołynia i Podola.
W tym czasie na Prawobrzeżnej Ukrainie Bohdan Chmielnicki, wraz z dowódcą wojsk rosyjskich na tym terenie Buturlinem, po nieudanej próbie zdobycia Kamieńca Podolskiego ruszyli na zachód i wkroczyli na Podole, gdzie 29 września pobili hetmana Rewerę Potockiego pod Gródkiem. W okresie 25 września – 8 listopada armia kozacko-rosyjska oblegała broniony przez Krzysztofa Grodzickiego Lwów. Po otrzymaniu okupu wojska oblężnicze odstąpiły od oblężenia.
W październiku potężny zagon rosyjsko-kozacki pod wodzą hetmana Wyhowskiego zajął Lublin, Puławy i Kazimierz oraz spustoszył Lubelszczyznę aż po Wisłę. Rabowani mieszkańcy zmuszani byli do przysięgania na wierność carowi. Hetman wielki litewski Janusz Radziwiłł podpisał 20 października ostateczny układ poddający Litwę Szwecji. Na podstawie zawartego układu król Szwecji zobowiązał się do przywrócenia Litwie jej dawnych granic. Znajdujący się w coraz bardziej rozpaczliwej sytuacji hetman wielki koronny Stanisław „Rewera” Potocki, chcąc ratować resztki swych wojsk, jakie pozostały w jego rękach po klęsce pod Gródkiem, także poddał się 28 października królowi Szwecji Karolowi Gustawowi.
W dniach 10–12 listopada pod Jezierną, w czasie odwrotu spod Lwowa, cała armia rosyjsko-kozacka Chmielnickiego, Buturlina i Potemkina została otoczona przez potężną armię chana Mehmeda IV Gireja. Wojska rosyjskie wypuszczono za okupem, a Bohdan Chmielnicki został zmuszony około 20 listopada 1655 do podpisania traktatu, zobowiązującego go do udzielenia pomocy zbrojnej Rzeczypospolitej oraz do zerwania związków z Rosją. Wszystkie zdobyte przez Rosjan i Kozaków łupy, także te z Lubelszczyzny, dostały się w ręce Tatarów. Stojący w Haliczu chan wysłał 27 listopada pisma do Jana Kazimierza, w których zapewniał go o swojej pomocy dla Polski oraz żądał od wojsk koronnych, by porzuciły służbę szwedzką i z powrotem poddały się władzy swego prawowitego króla.
Działania wojenne oficjalnie przerwał rozejm polsko-rosyjski zawarty 3 listopada 1656 w Niemieży. Traktat przewidywał, że car Aleksy wybrany zostanie na króla Polski jeszcze za życia Jana Kazimierza, który zachowałby władzę dożywotnio. W rzeczywistości walki polsko-rosyjskie zamarły już na końcu 1655 roku, gdyż w wyniku najazdu szwedzkiego sytuacja polityczna uległa rewolucyjnej zmianie i Rosja nie wiedziała jeszcze, jakie w tych warunkach zająć stanowisko. Wybuch wojny rosyjsko-szwedzkiej w 1656 ułatwił polsko-rosyjskie porozumienie i zawarcie rozejmu. Działania wojenne na froncie rosyjsko-kozackim wygasły i rozpoczęła się teraz wojna Polski ze Szwecją mająca trwać do roku 1660.

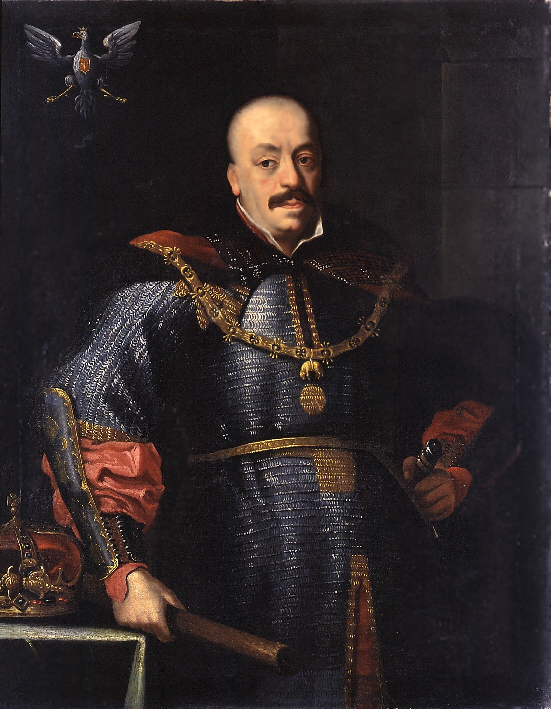
Król Jan II Kazimierz

## II faza 1658–1659
W miarę jak na Naddnieprzu stopniowo umacniała się władza carska, rosła liczba niezadowolonych. Także po stronie polsko-litewskiej liczne nieszczęścia okresu Potopu kazały inaczej spojrzeć na sprawy Ukrainy. Coraz wyraźniej szykowało się zbliżenie polsko-kozackie. Zapowiedzią zmiany nastawienia coraz znaczniejszej liczby Kozaków była rada kozacka z 3 października 1657, kiedy to przeciw Rosji w ostrym tonie wypowiadali się pułkownicy Michał Zieliński i Iwan Bohun.

### Kampania 1658
Nowy hetman kozacki Iwan Wyhowski, doraźnie sprzymierzony z Tatarami, rozbił 1 czerwca 1658 na stepach pod Połtawą wojska sprzyjającego Rosji Martyna Puszkara. Następnie próbował odebrać Kijów wojskom moskiewskim, jednak bez powodzenia. W lipcu Sejm Rzeczypospolitej wysłał na Ukrainę poselstwo, któremu przewodził kasztelan czernihowski Stanisław Kazimierz Bieniewski. W efekcie prowadzonych rozmów 16 września 1658 zawarta została unia hadziacka, czyli unia pomiędzy Rzecząpospolitą a Hetmanatem. Jej istotą było utworzenie Księstwa Ruskiego wchodzącego w skład Rzeczypospolitej jako jej trzecia część obok Litwy i Korony. Księstwo Ruskie miało posiadać całkowicie odrębną administrację, urzędy, wojsko i trybunał. Biskupi prawosławni wejść mieli w skład Senatu Rzeczypospolitej. Warunki unii mogły być zmienione wyłącznie za zgodą Księstwa Ruskiego. Wprowadzenie tych postanowień w życie uczyniłoby z Rzeczypospolitej związek trzech równorzędnych państw: Polski, Litwy i Rusi – tzw. Rzeczpospolitą Trojga Narodów.
Unia hadziacka, która unieważniała postanowienia ugody perejasławskiej o poddaniu Hetmanatu władzy cara Rosji, stała się główną przyczyną wznowienia wojny polsko-rosyjskiej. Do pierwszego starcia doszło pod Kownem, gdzie 25 sierpnia wsparte oddziałem Bogusława Radziwiłła wojska litewskie dowodzone przez hetmana Gosiewskiego poniosły porażkę. W sierpniu rozpoczęły się walki wojsk moskiewskich z wojskami kozackimi Iwana Nieczaja na południowej Białorusi.
21 października 1658, po bezowocnych rokowaniach w Wilnie, armia księcia Jurija Dołgorukiego natarła na hetmana polnego litewskiego Wincentego Gosiewskiego i rozbiła go pod Werkami. Oznaczało to de facto wznowienie wojny. Rosjanie ponownie zajęli Wilno, a następnie Grodno i Nowogródek. 20 grudnia w Waliesar Rosja zawarła ze Szwecją rozejm, rezygnując z walki o dostęp do Bałtyku by bronić swych zdobyczy na Ukrainie i wschodnich terenach Rusi Białej. Tym razem sytuacja początkowa była zupełnie inna niż w 1654 roku. Korona, która wówczas miała stosunkowo niewielką armię, pod koniec wojny północnej miała około 54 000 zaprawionych w boju żołnierzy. Natomiast państwo cara Aleksego nie miało już tych samych rezerw finansowych i mogło zmobilizować maksymalnie do 100 000 żołnierzy.

### Kampania 1659
8 lutego wojska rosyjskie dowodzone przez Iwana Andrzejewicza Chowańskiego zamiast rozłożyć się na leże zimowe, niespodziewanie na północy ruszyły do ofensywy i rozniosły na lodzie jeziora Miadzioł wojska litewskie wojewody Wołłowicza i Judyckiego, a następnie zajęły powiaty brasławski, oszmiański i wiłkomierski.
Po rozbiciu rosyjskiego taboru przez pośpiesznie ściągniętą z Kurlandii dywizję żmudzką Samuela Komorowskiego, został zawarty w maju pod Czadosami rozejm z Rosją, który przerwał walki, dzięki czemu Rzeczpospolita mogła kontynuować walki ze Szwedami w Inflantach i Kurlandii, gdzie zdobyto Goldyngę i gdzie następnie Michał Kazimierz Pac oblegał Bowsk, a Pałubiński oblegał Mitawę. Rosjanie w tym czasie kontynuowali pod dowództwem Łabanowa Rostowskiego kampanię przeciwko Kozakom Nieczaja i Wyhowskiego, zajmując w kwietniu 1659 r. Mścisław, w maju Rosławl i przystępując w czerwcu do oblężenie Starego Bychowa.
22 maja 1659 Sejm Rzeczypospolitej zatwierdził ostatecznie ugodę hadziacką z Kozakami, którą zaprzysiągł król i stany obu stron. Rzeczpospolita teoretycznie stała się państwem Trojga Narodów. Po powrocie poselstwa kozackiego w czerwcu na Ukrainie doszło do rozłamu. Liczne nadania dla Iwana Wyhowskiego i jego rodziny, nobilitacje dla kilkuset najbardziej znaczących Kozaków rozjątrzyły resztę. Ogółowi nie podobała się perspektywa powrotu szlachty polskiej i wyrastanie nowej szlachty ruskiej. Zadnieprze zdecydowanie poparło Moskwę.
W odpowiedzi na świeżą ugodę hadziacką wyprawiła się na Lewobrzeżną Ukrainę potężna armia rosyjska. Jednak w dniach 7–8 lipca Rosjanie ponieśli dotkliwą klęskę zadaną im przez armię kozacko-tatarsko-polską Iwana Wyhowskiego pod Konotopem. Skutkiem przegranej Rosjan pod Konotopem był ostatni wielki najazd tatarski na ziemie rosyjskie. Zwycięskie wojska Mehmeda IV wtargnęły do razrjadu siewskiego i biełgorodzkiego, paląc podobno 10 000 dworów i zabijając lub porywając 27 000 ludzi.
Ta straszliwa klęska uświadomiła Rosjanom, że czasy łatwych zwycięstw z lat 1654–1655 minęły bezpowrotnie i dalsza wojna z Rzecząpospolitą wymagać będzie gruntownych przygotowań. Obie strony zaczęły teraz grać na zwłokę, gdyż Rzeczpospolita także potrzebowała czasu, by dokończyć walkę ze Szwedami. W związku z tym obie strony prowadziły przewlekające się rokowania w Borysowie. Pertraktacje te z góry skazane były na niepowodzenie. Przedstawiciele cara nawet nie chcieli rozmawiać o Ukrainie, a do tego domagali się jeszcze wydania Podola i Wołynia. Strona polska liczyła, że przed wznowieniem wojny z Rosją rozwiąże na swoją korzyść problem kozacki. Jednak w sierpniu pułkownik Tymoteusz Cieciura podniósł powstanie na Ukrainie zadnieprzańskiej, w którym zginął jeden z głównych autorów ugody hadziackiej Jerzy Niemirycz, organizujący w tym czasie przewidziane w traktacie wojsko ruskie szkolone na wzór niemiecki. Cieciura i jego ludzie wymordowali wszystkich rekrutów Niemirycza. Sierpniowe powstanie ostatecznie pogrzebało unię hadziacką i doprowadziło do rozłamu wśród Kozaków. W przyszłych latach Rusini zapłacili za to straszliwą cenę, zyskując zamiast własnego państwa straszliwe rzezie i zniszczenia.
W drugiej połowie tego roku doszło do ważnych wydarzeń, które w znaczącym stopniu zaważyły na przyszłym wyniku działań wojennych. W sierpniu królowa Ludwika Maria założyła tajny związek mający na celu przeprowadzenie elekcji za życia obecnego króla, przy czym nowo obrany miał być Francuzem, który poślubi Annę Henrykę Julię Palatynównę (czyli jej siostrzenicę). Był to wstęp do rokoszu Lubomirskiego, który uniemożliwił zarówno reformę państwa, jak i zwycięstwo w ciężkiej i kosztownej wojnie z Rosją.
W dwa miesiące później, już 27 października 1659, syn Bohdana Chmielnickiego Jerzy Chmielnicki odnowił układ z Rosją. 7 listopada 1659 druga Rada Perejasławska poparła jego decyzję i wybrała go na hetmana kozackiego. Pod wpływem mas kozackich i czerni, zwycięzca spod Konotopa, Wyhowski został zmuszony do rezygnacji z buławy hetmańskiej wojsk zaporoskich. Zrzucenie z hetmaństwa zwolennika unii hadziackiej Wyhowskiego oznaczało, że Kozacy w większości stanęli po stronie Rosjan. Znaczna jednak część Kozaków wybrała Rzeczpospolitą i stanęła po stronie Wyhowskiego, co ostatecznie doprowadziło do podziałów wśród Kozaczyzny.

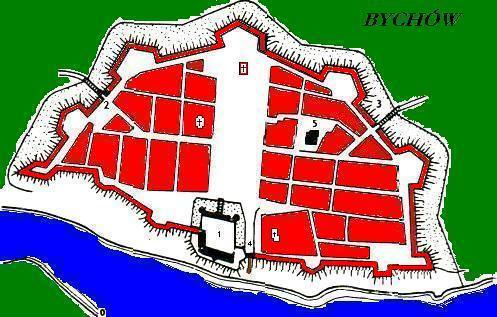
Twierdza w Bychowie

Pierwsze przygotowania do nowej kampanii rozpoczęły się już pod koniec 1659 roku. Przebywający w Czehryniu nowy hetman kozacki Jerzy Chmielnicki rozesłał w grudniu uniwersały, nakazujące Kozakom koncentrację. Skupianie się sił kozackich opóźniała fatalna pogoda, brak koordynacji z wojskami rosyjskimi oraz nieudolność administracji nowego hetmana. 14 grudnia 1659 Rosjanie zdobyli twierdzę w Starym Bychowie, w której bronił się przed nimi pułkownik kozacki Iwan Nieczaj, a następnie skierowali swoje oddziały w głąb Litwy, wykorzystując zaangażowanie wojsk Rzeczypospolitej w Kurlandii. Rosjanie w następstwie nagłego ataku zajęli 19 grudnia Grodno, a potem Lidę, Słonim, a następnie skierowali się na Podlasie, gdzie rozbili niewielkie jednostki pod Zabłudowem i Krynkami (5 chorągwi Ogińskiego). Rosjanie, idąc przez Kamieniec, zajęli w styczniu 1660 roku przez zaskoczenie praktycznie niebronioną silną twierdzę w Brześciu, wycinając 2000 załogę. Następnie spustoszyli Podlasie po Węgrów, Białą Podlaską, Janów, Brańsk, Międzyrzec Podlaski, a 25 stycznia pod Prużanami rozbili liczące 1400 ludzi zgrupowanie pułkownika Michała Obuchowicza. Cały pochód wojsk moskiewskich odbył się przy biernej postawie hetmana Pawła Jana Sapiehy, który wycofał się pod Zamość.

## III faza – Wielka Kampania 1660

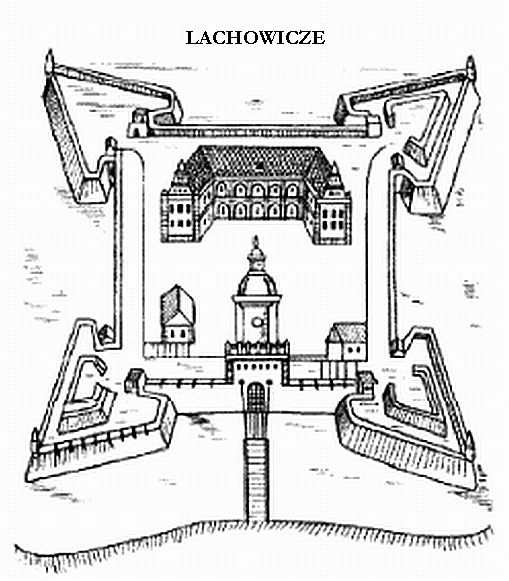
Twierdza w Lachowiczach

### Wstępne działania i plany wojenne
Po zajęciu przez Moskwę Nowogródka, na początku roku 1660 w Wielkim Księstwie Litewskim pod kontrolą rosyjską nie pozostawał jedynie powiat piński oraz twierdze Słuck, Lachowicze i Nieśwież, pomiędzy którymi operował liczący 2500 ludzi pułk Samuela Oskierki oraz grupa Dionizego Muraszki. Na Litwie Iwan Andrzejewicz Chowański 23 marca 1660 rozpoczął oblężenie Lachowicz. Jan Kazimierz, zakończywszy wojnę ze Szwecją 3 maja 1660 roku pokojem oliwskim, postanowił jeszcze w tym samym roku zakończyć wojnę polsko-rosyjską uderzeniem na Ukrainę, które miało być osłaniane przez działania wojsk litewskich wzmocnionych przez dywizję Stefana Czarnieckiego, która dopiero co zdążyła powrócić z Danii. Do przyśpieszenia działań wojennych już od kwietnia nawoływał również chan krymski Mehmed IV. W połowie 1660 roku z ważniejszych twierdz w rękach Rzeczypospolitej nadal pozostawały Lachowicze (oblegane przez Chowańskiego), Słuck i Nieśwież. Wojna zaczęła nabierać rozpędu.
Na początku maja odbyła się na Kremlu rada wojenna, której przewodniczył car Aleksy. Postanowiono, że nie można dopuścić, by wojska Rzeczypospolitej wtargnęły na teren Rosji – przy czym za ziemie rosyjskie uważano już całą Ukrainę naddnieprzańską. Naczelnym wodzem armii rosyjskiej na Ukrainie został wojewoda kijowski Wasyl Szeremietew. Otrzymał on rozkaz głębokiego wdarcia się w głąb ziem koronnych, aż pod Lwów, a nawet Kraków. Celem kampanii było przesunięcie frontu na linię Sanu, a jeśli się uda, to na linię Wisły. Zabezpieczyło by to zdobycze rosyjskie na Ukrainie i Podolu. Szeremietew zamierzał rozpocząć operację już w połowie czerwca, nie udało się to jednak z powodu opieszałości zbierania się wojsk zarówno rosyjskich, jak i kozackich.
24 maja rozpoczął się w Warszawie sejm, na którym ratyfikowano pokój oliwski oraz ustalono dalszy plan prowadzenia wojny z Rosją. Oczywiście senatorzy koronni domagali się podjęcia ofensywy na Ukrainie, natomiast Litwini przedstawiali argumenty za rozpoczęciem jej na terenach Wielkiego Księstwa. Ustalono w końcu, że Jan Kazimierz z głównymi siłami, wspomagany przez dywizję Lubomirskiego rozbije oddziały Iwana Andrzejewicza Chowańskiego i ruszy na Moskwę, zmuszając cara do zawarcia pokoju. Czarniecki miał pójść na Ukrainę, by wiązać siły zbuntowanych Kozaków i armię Szeremietewa.

Kampania Stefana Czarnieckiego w WKL w latach 1660–1661

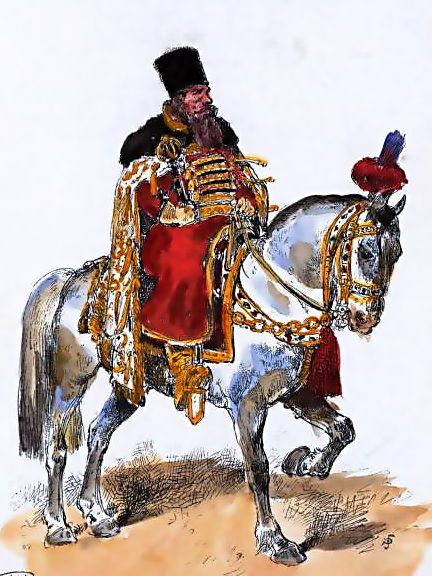
Rosyjski bojar z XVII wieku, wojewoda Wielkiego Pułku

Pod naciskiem magnatów koronnych zmieniono decyzję i główne siły ruszyły na Ukrainę, a Czarniecki wraz z Litwinami zabrał się za wypieranie Rosjan z Litwy. W odwodzie pozostały siły Lubomirskiego. W końcu maja rada otrzymała wieść od komisarzy obradujących w Mińsku, że na pomoc Chowańskiemu idą z Rosji posiłki. Rada wojenna zakończyła obrady 4 czerwca, 5 czerwca rozesłano wici wzywające pospolite ruszenie, a Stefan Czarniecki ruszył do swojej dywizji, by już 12 czerwca połączyć się z hetmanem wielkim litewskim Pawłem Sapiehą (z racji swego hetmaństwa oficjalnie naczelnym wodzem połączonych sił był Sapieha).
W tym okresie po nieudanym oblężeniu Bowska w Inflantach od 8 marca dywizja żmudzka pod Pacem spoczywała bezczynnie na leżach w granicach Żmudzi. Oddziały jej znajdowały się na północny wschód od Kowna, około 70 kilometrów od granicy z Kurlandią. Dopiero około 20 czerwca oboźny litewski Michał Kazimierz Pac rozpoczął koncentrację swojej dywizji pod Dziewałtowem, niedaleko Wiłkomierza. Czas naglił z powodu wieści o nadchodzących posiłkach dla Iwana Andrzejewicza Chowańskiego, jednak armie polska i litewska połączyły się dopiero 23 czerwca, by następnego dnia stanąć pod Słonimiem. Michał Kazimierz Pac natomiast w dalszym ciągu stał pod Wiłkomierzem. Aleksander Hilary Połubiński na czele wydzielonego oddziału liczącego 7 chorągwi starł się już z oddziałami rosyjskimi. Chowański zwinął oblężenie Lachowicz, zostawiając jedynie kilka tysięcy piechoty w obozie dla blokowania twierdzy, i ruszył w kierunku Słonimia. O wszystkich tych ruchach siły polsko-litewskie były bardzo dobrze poinformowane.

### Bitwa pod Połonką i zmiana przebiegu wojny na Litwie
28 czerwca doszło do bitwy pod Połonką, gdzie wojska Rzeczypospolitej odniosły znakomite zwycięstwo. Jeszcze w nocy z 28 na 29 czerwca Czarniecki wysłał w stronę Mińska 12 chorągwi pod dowództwem Pawła Borzęckiego. Główne siły polsko-litewskie dotarły do Lachowicz, oddalonych o 150 km od Połonki 3 lipca, zajmując po drodze Kojdanów i Nowogródek. Następnie zwycięska armia dotarła do Mińska, skąd kilka dni wcześniej Iwan Andrzejewicz Chowański zabrał rosyjską delegację i uszedł do Połocka. Sapieha chciał teraz, by zostać na Litwie i odzyskiwać zameczek za zameczkiem, Czarniecki natomiast proponował, wzorem Stefana Batorego, udać się na terytorium wroga i odciąć rosyjskie załogi na Litwie od zaplecza, co samo w sobie zmusiłoby je do poddania się. Ponadto Rosja zaczęłaby na własnej skórze odczuwać ciężar rozpoczętej przez siebie wojny. Szybkie zwycięstwo na północnym teatrze zagroziłoby Moskwie i odcięło armie rosyjskie działające na Ukrainie.

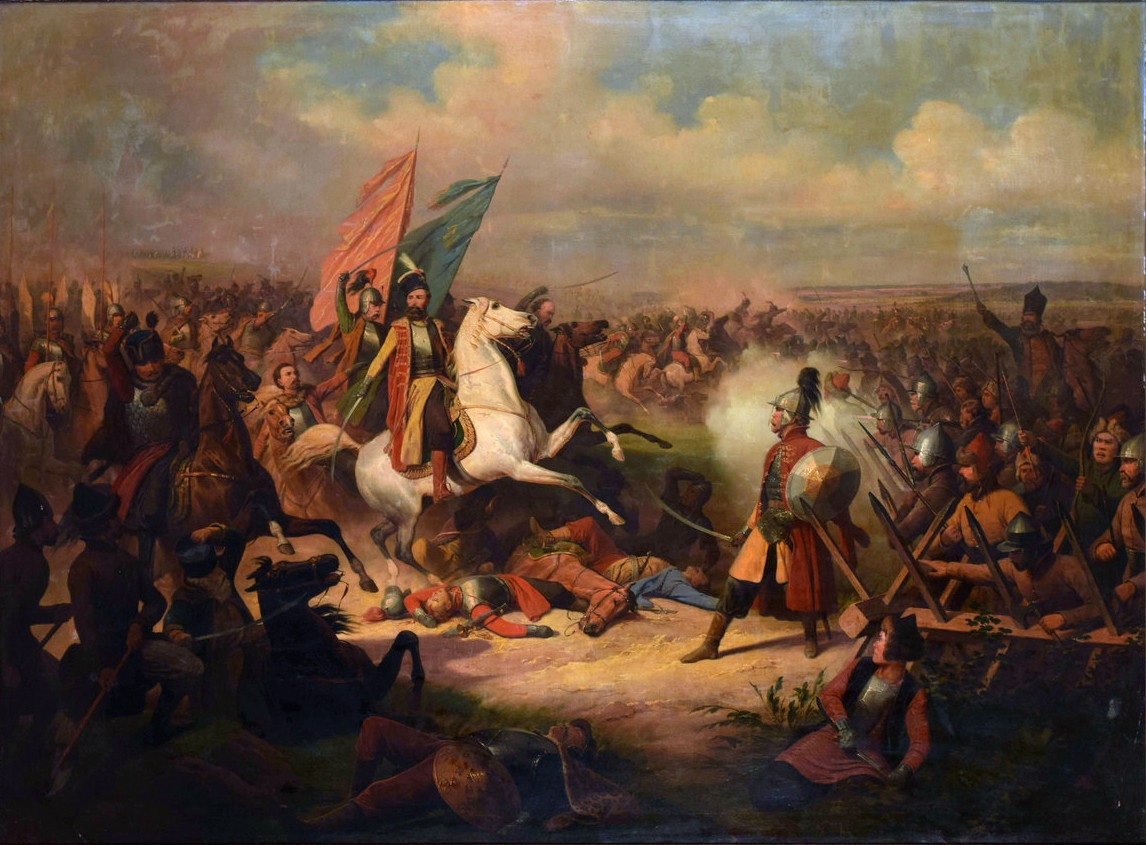
Stefan Czarniecki w czasie wojny polsko-rosyjskiej

Zdanie Czarnieckiego poparł król Jan Kazimierz, wydając hetmanowi rozkaz marszu za Berezynę i Dniepr. Jedynym problemem była szczupłość armii polsko-litewskiej (10 000 żołnierzy), która przed tak śmiałą operacją wymagała posiłków. Król obiecał przysłać jej bezczynną dotąd dywizję Michała Kazimierza Paca. Ponadto on sam miał przybyć wraz z odwodową dywizją Lubomirskiego. Kilka dni później nastąpiła zmiana decyzji, dywizja Lubomirskiego ruszyła na Ukrainę, a król ograniczył się jedynie do przynaglenia Paca, by połączył się z Sapiehą i Czarnieckim.
Wiadomość o zwycięstwie pod Połonką dotarła do stolicy 2 lipca. W nowej sytuacji strategicznej hetman polny Lubomirski był już niepotrzebny w odwodzie i mógł ruszyć na południe by wesprzeć Potockiego. Korpus Lubomirskiego (oddzielnie piechota i jazda) rozpoczął marsz przez Lubelszczyznę. Na Litwie natomiast regimentarz Michał Pac 8 lipca po zebraniu wojska opuścił Wiłkomierz zmierzając pod Wilno, gdzie znalazł się 13 lipca i przystąpił do oblężenia. Jeszcze tego samego dnia Litwini odparli niespodziewany wypad Rosjan z miasta. Wkrótce jednak Michał Pac sforsował mury miejskie i zepchnął Rosjan do obu zamków wileńskich. Rozpoczęło się oblężenie mające potrwać aż 17 miesięcy. Siłami rosyjskimi w Wilnie dowodził słynący z wyjątkowego okrucieństwa Daniło Myszacki, który w zamkach wileńskich zgromadził ogromne łupy.
W tym czasie w połowie lipca Czarniecki obległ Borysów, jednak podobnie jak w przypadku Mohylewa bez powodzenia. Skapitulowały za to Szkłów, Orsza i Kopyś. Podjazd Aleksandra Hilarego Połubińskiego dotarł aż w pobliże Smoleńska. Zepchnięci do defensywy Rosjanie usiłowali zreorganizować swe siły, by przystąpić do kontruderzenia. Stojący w Połocku Iwan Andrzejewicz Chowański z 6000 żołnierzy otrzymał od cara posiłki wielkości 4000 żołnierzy, podnosząc stan jego sił do 10 000 żołnierzy.

### Przygotowania do walk na Ukrainie i ofensywa na Litwie
15 lipca czołowe oddziały Lubomirskiego dotarły do Janowca, a jazda pod koniec lipca zebrała się w Horodle. Lubomirski przekazał dowództwo w ręce rotmistrza hetmańskiej chorągwi husarskiej Jerzego Sokolnickiego. Wydał mu rozkaz, by przeprawił się przez Bug i ruszył w kierunku Łucka, który wyznaczono na punkt zborny dla całego korpusu. Po dotarciu do Łucka Sokolnicki miał obserwować korpus Werteleckiego i ochraniać koncentrację wojsk polskich. W tym czasie sam hetman udał się na radę wojenną do Lwowa.
W Wasylkowie pod Kijowem 17 lipca doszło z inicjatywy wodza sił rosyjskich na Ukrainie Szeremietewa do kolejnej rady wojennej. Na radzie jako najbliższy cel operacyjny wybrano Lwów. Armia rosyjska Szeremietewa podzielona została na trzy korpusy – jeden pod dowództwem naczelnego wodza, drugi dowodzony przez kniazia Grzegorza Kozowskiego, a trzeci korpus – przez Aleksandra Szczerbakowa. Całość sił wspierana przez Kozaków zadnieprzańskich dowodzonych przez Tymofieja Cieciurę ruszyć miała na Kotelnię, podczas gdy hetman kozacki Jerzy Chmielnicki ze swoją armią maszerować miał szlakiem gonczarowskim wzdłuż południowej granicy by nie dopuścić Tatarów idących na pomoc Potockiemu. Po pobiciu wojsk tatarskich Chmielnicki miał dołączyć do Szeremietewa i iść z nim na Lwów. Koncentrację wojsk rosyjskich i kozackich osłaniał kilkutysięczny korpus pułkownika Werteleckiego, działający na Rusi Czerwonej.

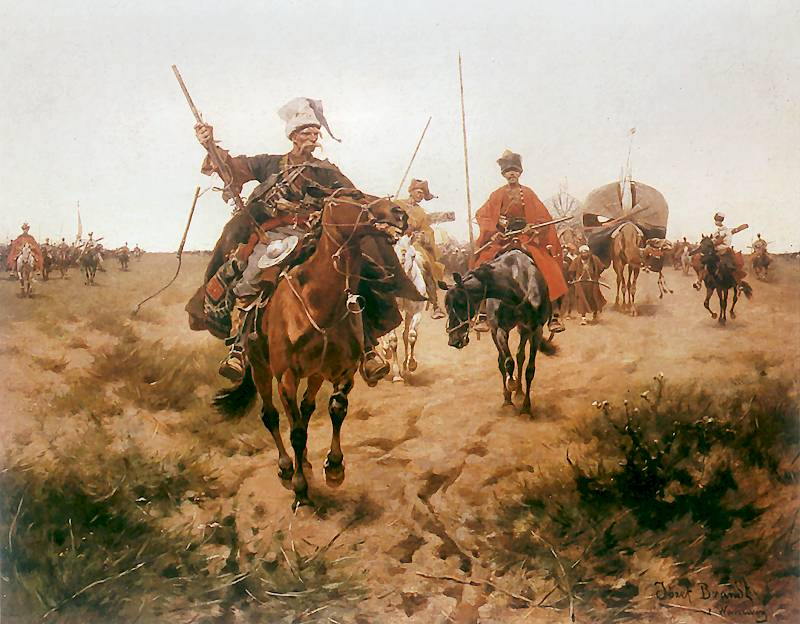
Józef Brandt, Tabor (kozacki)

Informacje o ruchach wojsk tatarskich Rosjanie i Kozacy uzyskali od pojmanego sługi Wyhowskiego Stefana Boguszewicza, który wracał z Krymu wraz z listami od chana. Z listów Szeremietew dowiedział się, że na pomoc Potockiemu idzie armia tatarska dowodzona przez nuradyn-sołtana, natomiast bej perekopski Karacz miał przeprowadzić dywersyjne uderzenie na Zaporoże. W tym czasie główna armia tatarska pod wodzą samego chana miała ruszyć na Kozaków dońskich. Na radzie w Wasilkowie postanowiono wysłać przeciw Karaczowi dwa pułki kozackie – czerkaski (dowodzony przez Odyńca) i kaniewski (dowodzony przez Truszenkę), natomiast armię nuradyn-sołtana miał zatrzymać Jerzy Chmielnicki. Chmielnickiego wspomagał hospodar wołoski Konstanty Szerban mający 12 chorągwi jazdy. Po naradzie Chmielnicki udał się do Korsunia, gdzie zbierała się jego armia. Rosjanie i Kozacy nie przeprowadzili rozpoznania sił polskich, toteż byli absolutnie przekonani, że jedyna siła, z jaką będą mieli do czynienia, to niewielka armia koronna Potockiego stojąca koło Tarnopola. Byli pewni, że Lubomirski jest jeszcze w Prusach.
20 lipca dotarła na Ukrainę wieść o klęsce armii rosyjskiej pod Połonką. Szeremietew spowolnił koncentrację wojsk, gdyż w zmienionej sytuacji strategicznej czekał na rozkazy cara. Także Chmielnicki nie kontaktował się z Szeremietewem i korespondował bezpośrednio z carem Aleksym. Dodatkowym problemem w stosunkach kozacko-rosyjskich były spory o podział przyszłych łupów. Szeremietew uważał, że wszystkie należą się Rosjanom, a Chmielnicki chciał podziału po połowie. Car Aleksy stanął w tej sprawie po stronie Szeremietewa. Fatalnie to wpłynęło na morale wojsk kozackich, które bez entuzjazmu przygotowywały się do nadchodzącej kampanii.
Tymczasem na Litwie oblegający Wilno Pac ruszył 31 lipca do szturmu, który został jednak odparty. Wkrótce po tym niepowodzeniu ponaglany przez króla Pac zostawił pod Wilnem piechotę i artylerię z rajtarią, a sam z około 3000 jazdy ruszył by połączyć się z resztą sił polsko-litewskich. W tym czasie podstoli wielki litewski Krzysztof Sapieha od 10 sierpnia oblegał Mohylew, a wkrótce dołączył do niego Czarniecki. W połowie sierpnia armia oblegająca wybudowała most przez rzekę Dniepr, co znacznie przyspieszyło przerzut wojsk na drugi brzeg rzeki.

### Narada wojenna we Lwowie i ofensywa rosyjska na zachód

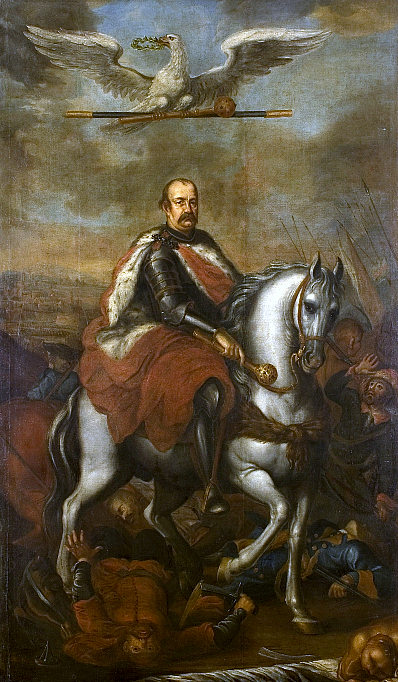
Alegoryczny portret konny Jerzego Sebastiana Lubomirskiego

Król Jan Kazimierz przybył 4 sierpnia do Lwowa, a w dniach 8–15 sierpnia odbyła się we Lwowie narada wojenna, w której udział wzięli król, hetmani oraz Iwan Wyhowski. Na początek rozwiązano najpoważniejszy problem, czyli brak pieniędzy na żołd dla wojska. Obiecano delegatom, że zaległe stawki żołdu wypłacone zostaną 12 listopada, co na razie uspokoiło wrzenie w armii. Po załatwieniu spraw finansowych zajęto się sprawami operacyjnymi. Ustalono, że Lubomirski i Potocki powinni połączyć swe siły w Konstantynowie i ruszyć natychmiast na Szeremietewa, by pobić go przed nadejściem armii Chmielnickiego. Głównym celem kampanii miało być zniszczenie armii rosyjskiej i przywrócenie Kozaków do uległości. Planowanie kampanii ułatwiał świetnie zorganizowany wywiad Rzeczypospolitej, dzięki któremu znano wszystkie ruchy przeciwnika oraz niesnaski panujące w jego obozie. Wiadomości agenturalne uzupełniane były przez podjazdy. Gdy obrady dobiegły końca, hetmani ruszyli do swych wojsk – Potocki do Tarnopola, a Lubomirski do Kryłowa. Sam król pozostał we Lwowie by dopilnować na miejscu gromadzenia broni, zaopatrzenia i odwodów.
Lubomirski dotarł do swej piechoty 19 sierpnia, po czym dwiema kolumnami dowodzonymi przez Cellarego i Grotthauza ruszył do Łucka, gdzie 25 sierpnia spotkał się z dowodzącym jazdą Sokolnickim. Po przejęciu dowództwa hetman polny przyjął poselstwo od brata chańskiego nuradyn-sołtana Safer Gireja. Sokolnicki natomiast wysłany został na czele 14 chorągwi jazdy i 600 dragonii przeciwko grupie Werteleckiego, którego doszczętnie rozbił, uwalniając wojska polskie od wciąż wiszącego zagrożenia. Niedobitki grupy Werteleckiego znalazły schronienie w armii Szeremietewa.
Na Ukrainie Szeremietiew ruszył z Kijowa na czele swego korpusu i trzech pułków Kozaków zadnieprzańskich (perejasławskiego, mirhorodzkiego i kijowskiego) 17 sierpnia. W związku z trudną sytuacją wojsk rosyjskich na Litwie oddelegowano na pomoc Dołgorukiemu dwa pułki kozackie – niżyński (dowodzony przez Zołotareńkę) i przyłucki (dowodzony przez Tereszenkę).
Po dotarciu do Kotelni ruszono na Chwastów, gdzie dołączyła reszta sił kozackich. Tutaj zaczekano na korpus Kozłowskiego i maruderów. Tatarzy natomiast błyskawicznie skoncentrowali siły i ruszyli na Podole. 18 sierpnia Chmielnicki zawiadomił Szeremietewa, że nie udało mu się zatrzymać Tatarów. W odpowiedzi na to Szeremietew nakazał Chmielnickiemu by dołączył do jego armii.
Po ominięciu nieudolnie usiłującej przeszkodzić im armii Chmielnickiego Tatarzy 20 sierpnia dotarli szlakiem kuczmańskim w okolice Husiatyna i Felsztyna, gdzie stanęli, czekając na decyzje rady lwowskiej. Po otrzymaniu informacji o miejscu koncentracji armii koronnej Tatarzy ruszyli na spotkanie Potockiemu.
Na Litwie 19 sierpnia do Lepela przybył Pac. Tam stoczył walkę z podjazdem rosyjskim, po czym 27 sierpnia znalazł się w Orszy.
Na Ukrainie 25 sierpnia przybył do Kotelni korpus kniazia Kozłowskiego. Na zwołanej naradzie Cieciura uważał, że Polacy są jeszcze słabi i bez większych problemów tak potężna armia dotrze do Lwowa. Innego zadania był kniaź Kozłowski, który wobec klęski pod Połonką odradzał marsz na zachód, który niebezpiecznie rozciągnąłby linie zaopatrzeniowe. Uważał, że lepiej skoncentrować się na ochranianiu twierdz, których zdobywanie szybko wyhamuje impet wojsk polskich. Obawiał się otwartej bitwy w polu i nie ufał lojalności Kozaków. Szeremietew poparł jednak zdanie Cieciury i postanowił postępować według wcześniej ustalonego planu. Uznał, że Lubomirski jest nadal w Prusach i że słaba armia Potockiego nie stanowi poważnej przeszkody w marszu na zachód. Tymczasem wojska polskie działały błyskawicznie. Gdy w sierpniu według rozeznania Chmielnickiego Potocki z 10 000 żołnierzy stał pod Międzybożem, koncentracja wojsk koronnych postępowała bardzo szybko. Do tego dzięki świetnie zorganizowanemu wywiadowi Polacy doskonale byli zorientowani zarówno co do sił, jak i zamierzeń przeciwnika. Koncentracja wojsk polskich przebiegała tak szybko, że już 26 sierpnia mogły odbyć się spis i parada wojska. Rosjanie i Kozacy natomiast aż przez 10 dni stali w Kotelni, czekając na maszerującą wolno armię Chmielnickiego.
Hetman wielki zaraz po paradzie wyruszył ze swym wojskiem z kwater, zajmowanych jeszcze od zimy, zamierzając połączyć się z Tatarami w Wiśniowcu. Zmienił marszrutę na wieść o rabunkach tatarskich na Wołyniu. Po jego ostrej interwencji u nuradyna-sołtana, ten zebrał swą armię i połączył się z Potockim 1 września pod Czarnym Ostrowem. Lubomirski 3 września połączył się pod Lachowicami z Wyhowskim, mającym ze sobą 14 chorągwi jazdy i kompanię dragonów. Połączone siły 5 września przeprawiły się przez Horyń i 7 września połączyły się ze Stanisławem Potockim i Tatarami pod Konstantynowem, kończąc w ten sposób koncentrację armii polsko-tatarskiej. Lubomirski poddał się pod rozkazy Potockiego, choć później decyzje podejmowali wspólnie, łącząc solidny kunszt niezbyt zdolnego, ale doświadczonego Rewery z pełną inwencji sztuką wojenną hetmana polnego. Wspierający Polaków Tatarzy mieli dwa podstawowe cele polityczne – zniszczenie siły militarnej Kozaczyzny i przewlekanie wojny między Polską a Rosją. Dodatkowy motyw był natury materialnej – czyli łupy wojenne.
Gdy 6 września Wasyl Szeremietiew otrzymał od Chmielnickiego wiadomość, że ten idzie na stojącego w Międzybożu Potockiego, zdecydował się ruszyć z miejsca i skierować się na Lubar.

### Zwycięska kampania na Litwie i bitwa nad rzeką Basią
Na froncie litewskim 6 września Pac przybył do Szkłowa, gdzie poddał się pod dowództwo Sapiehy. Połączone siły polsko-litewskie osiągnęły stan 12 000 żołnierzy, w tym 2000 piechoty i kilka działek. Z odsieczą dla obleganego Mohylewa i dla odbudowania swych sił na froncie białorusko-litewskim, w większości zniszczonych po bitwie pod Połonką, car posłał armię Jerzego Dołgorukiego, który zaraz ruszył na Smoleńsk, gdzie dotarł w końcu sierpnia. Liczył, że armia Rzeczypospolitej wyjdzie mu naprzeciw. Ponieważ wojska polsko-litewskie wciąż stały pod Mohylewem, sam ruszył w kierunku armii polsko-litewskiej 17 września.
W tym czasie szły Rosjanom z Ukrainy posiłki pod wodzą Zołotareńki. W połowie września Sapieha ruszył spod Mohylewa nad rzekę Basię (30 km od Mohylewa), posyłając tam najpierw Paca i samemu dołączając do niego wraz z Połubińskim dopiero 26 września, choć już 22 września dochodziło do starć litewskich podjazdów z przednimi strażami armii rosyjskiej. Czarniecki został pod Mohylewem, by kontynuować oblężenie. W razie pojawienia się armii rosyjskiej dzięki wybudowanemu mostowi mógł szybko przyjść Litwinom z pomocą.
Sytuacja była trudna, gdyż w razie przegranej bitwy Rosjanie na drodze do Warszawy nie spotkaliby żadnej armii, która mogłaby ich powstrzymać. Poza tym w Połocku wciąż stał z 10 tys. żołnierzy Iwan Andrzejewicz Chowański. Ze względu na zbliżającą się armię rosyjską Czarniecki zwinął oblężenie Mohylewa i 4 października ruszył Litwinom na pomoc. Tego samego dnia nad rzeką Basią zjawiła się potężna armia rosyjska dowodzona przez Jerzego Dołgorukiego.
8 października doszło do nierozstrzygniętej taktycznie bitwy nad rzeką Basią. Jednak strategiczny sukces odniosły wojska polsko-litewskie, gdyż zahamowały rosyjską ofensywę i nie pozwoliły przeciwnikowi odzyskać inicjatywy w tej wojnie. Zaledwie kilka miesięcy wcześniej Iwan Andrzejewicz Chowański mordował mieszkańców Zabłudowa w Boże Narodzenie, a w tym momencie Rosjanie zepchnięci byli aż za Berezynę nad górny Dniepr. Po bitwie armia rosyjska okopała się, zamierzając czekać na przybycie posiłków – albo Zołotareńki, albo Chowańskiego.
Czarniecki z Sapiehą, trzymając Rosjan w zamknięciu, rozesłali podjazdy, dzięki którym dowiedzieli się, że Wasyl Zołotarenko został odwołany przez Jerzego Chmielnickiego na Ukrainę ze względu na trudną sytuację armii rosyjsko-kozackiej Szeremietewa oblężonej pod Cudnowem. Doszła do nich także wieść o wymarszu Iwana Andrzejewicza Chowańskiego (12 000 żołnierzy) z Połocka. Wobec tego wojska polsko-litewskie 24 października zakończyły blokadę armii Dołgorukiego i ruszyły przeciw Chowańskiemu. Gdy 28 października zakończono przeprawę przez Dniepr, hetman Sapieha wysłał w kierunku Czerei Samuela Kmicica z 3000 jazdy, którego wkrótce pod Druckiem całkowicie zaskoczyły wojska rosyjskie z armii Chowańskiego. Litwinów uratowała jazda koronna Czarnieckiego, która potem ścigała Rosjan przez 10 kilometrów, aż do Tołłoczyna. Z główną armią rosyjską sam Czarniecki nie odważył się zmierzyć, czekając na przybycie Sapiehy. Ten 29 października opuścił Szkłów. Wobec zbliżania się armii litewskiej Chowański w pośpiechu zwinął swój obóz pod Czereją i uszedł z powrotem do Połocka. W tym czasie Dołgoruki opuścił obóz nad Basią i ruszył do Mohylewa. Dowiedziawszy się o porażce Chowańskiego i jego odwrocie do Połocka, zawrócił na wschód.
Nadchodząca szybko zima już w listopadzie przerwała działania wojenne. Doszło jedynie do potyczek pomiędzy dywizją Paca a Piotrem Dołgorukim. Kampania 1660 roku dobiegła końca. Wojska Rzeczypospolitej rozłożyły się na leżach zimowych. Udana kampania nie zakończyła się pełnym sukcesem, gdyż nie udało się całkowicie rozbić Rosjan. Jednak była przełomowa, gdyż odtąd inicjatywę w wojnie posiadały już tylko wojska Rzeczypospolitej. Na początku grudnia Sapieha zaproponował Rosjanom zawieszenie broni, na co Dołgoruki zgodził się, licząc, że z nastaniem wiosny sytuacja zmieni się na jego korzyść.

### Katastrofa armii rosyjskiej na Ukrainie
Na Ukrainie 7 września Stanisław Rewera Potocki dowiedział się, że idąca na niego armia rosyjsko-kozacka Szeremietewa nie spodziewa się, że na Ukrainę dotarł już hetman polny koronny Jerzy Lubomirski. Postanowił to wykorzystać i uderzyć na niego zanim przybędzie mu z pomocą hetman kozacki Jerzy Chmielnicki. Pod Lubarem 14 września doszło do boju spotkaniowego straży przednich obu armii. Gdy zaskoczony Szeremietew zdał sobie wreszcie sprawę, że ma do czynienia nie tylko z Potockim, ale i z Lubomirskim, nie odważył się na otwartą bitwę i postanowił się okopać.

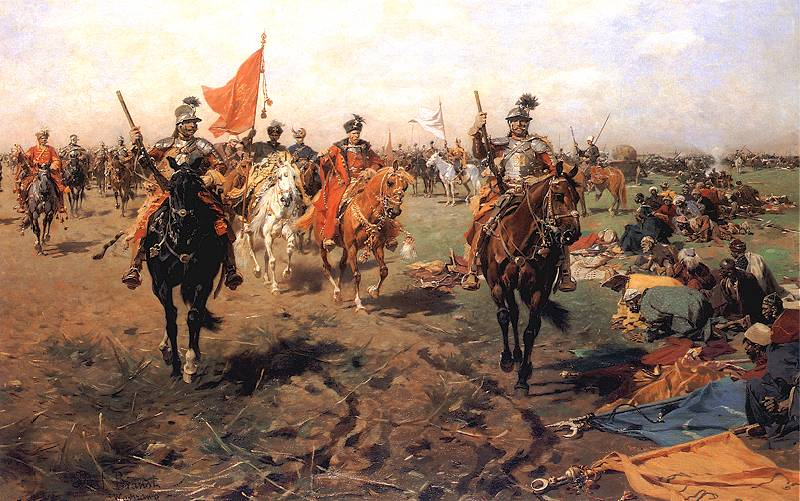
Józef Brandt, Składanie sztandarów

Rozpoczął się okres żmudnych walk pozycyjnych i blokada armii rosyjsko-kozackiej. Gdy 23 września przybył z artylerią oblężniczą generał Fromhold Wolff, sytuacja osaczonej armii Szeremietewa stała się krytyczna. W trzy dni później armia rosyjsko-kozacka zburzyła wały, sformowała tabor i podjęła próbę wyrwania się z matni. Rosjanie i Kozacy pomimo ciężkich strat zadanych im przez ścigające ich wojska polskie i tatarskie przeprawili się przez rzekę Ibar. Ostatecznie, mimo wykazanej determinacji, ucieczka ta nie udała się, a armia rosyjsko-kozacka ponownie została osaczona pod Cudnowem. Na wieść o zbliżającej się armii kozackiej Chmielnickiego dowództwo polskie zdecydowało się 6 października na wysłanie części swych sił naprzeciw nowego nieprzyjaciela. Na czele wydzielonej grupy wojsk polsko-tatarskich stanął Jerzy Lubomirski. Następnego dnia doszło pod Słobodyszczami do nierozstrzygniętej bitwy z zamkniętą w taborze armią kozacką Jerzego Chmielnickiego. Na wieść o próbie wyrwania się armii Szeremietewa z potrzasku Jerzy Lubomirski zostawił Tatarów, by pilnowali Chmielnickiego, a sam z resztą wrócił pod Cudnów.
Nieudana próba wyrwania się z pułapki armii rosyjsko-kozackiej skłoniła Jerzego Chmielnickiego do rozmów pokojowych zakończonych 17 października zawarciem nowej ugody polsko-kozackiej. Sytuacja armii Szeremietewa stała się beznadziejna. Rozmowy zakończyły się ostatecznie 4 listopada, kiedy to doszło do kapitulacji całej osaczonej armii rosyjsko-kozackiej. Cała broń i wszystkie sztandary dostały się zwycięzcom. Ponadto wojska rosyjskie opuścić miały Kijów, Perejasław, Niżyn i Czernihów. Postanowienia te zagwarantować miało zatrzymanie Szeremietewa wraz z ośmioma bojarami. Pozostałych w obozie 8000 Kozaków dostało się do niewoli tatarskiej. Tatarzy, bojąc się, że świeżo zawarty układ doprowadzi zbyt szybko do zakończenia całej wojny, złamali jego postanowienia i pomimo oporu polskiej piechoty zagarnęli wszystkich jeńców rosyjskich wraz z ich naczelnym wodzem Wasylem Szeremietewem.

### Zakończenie kampanii
Kampania na Ukrainie 1660 roku była wielkim sukcesem militarnym Rzeczypospolitej: zniszczono południową rosyjską armię polową i niemal w całości siły zbrojne Kozaków zadnieprzańskich. Zniweczono przy tym sojusz rosyjsko-kozacki, zachowując przy tym alians z Chanatem Krymskim. Zrealizowano wszystkie cele wojny wyznaczone na sierpniowej radzie we Lwowie. Jednak problemy finansowe skarbu państwa doprowadziły do konfederacji wojskowych, które niemal całkowicie zahamowały działania wojenne wojsk Rzeczypospolitej w roku 1661. W znacznym stopniu zaprzepaściło to szanse na wygranie wojny.

## IV faza – końcowe lata wojny

### Kampania 1661 i elekcja vivente rege
Wojska polskie opanowały Prawobrzeżną Ukrainę aż po Dniepr. Stefan Czarniecki złożył 8 maja 1661 zdobyte sztandary, a na początku czerwca hetmani koronni Stanisław Rewera Potocki i Jerzy Lubomirski odbyli tryumfalny wjazd do Warszawy, prezentując niebywałe ilości chorągwi rosyjskich, a do tego łupy i jeńców. Sytuacja jaka zaistniała po sukcesach armii polsko-litewskich w kampanii 1660 roku nie została jednak wykorzystana, gdyż wojsko koronne w 1661, a następnie wojsko litewskie (w tym samym roku), podniosło rokosz, domagając się wypłaty zaległego żołdu. Skutki zamieszek domowych w Rzeczypospolitej były takie, że dotychczasowy sojusznik Chanat Krymski zaczął poważnie brać pod uwagę możliwość podporządkowania sobie Ukrainy bez oglądania się na Polskę i Rosję. Chan Mehmed IV namawiany był przez Kaja beja, by wziął pod swoją opiekę hetmana kozackiego Jerzego Chmielnickiego.

Działania wojenne w Wielkim Księstwie Litewskim jesienią 1661 r.

4 listopada 1661 pobito Rosjan w bitwie pod Kuszlikami, odzyskując Grodno i Wilno. Gdy 2 grudnia padły zamki wileńskie, ich komendant Daniło Myszacki natychmiast skazany został na karę śmierci za zbrodnie wojenne, jakich dopuszczał się na ludności cywilnej. Wyrok wykonał jego własny kucharz. Rosjanie, osłabieni zamieszkami wewnętrznymi i klęskami w 1660 roku, nie podejmowali ofensywy.
W roku 1662 zamiast wojną i reformami wewnętrznymi za sprawą królowej Ludwiki Marii skoncentrowano się na elekcji vivente rege. W lutym Sejm uznał, że jakakolwiek działalność na rzecz takiej elekcji będzie oznaczać zdradę państwa. Pomimo takiej deklaracji Ludwika Maria i jej stronnictwo nie zrezygnowali, starając się przekupstwem zjednać największych magnatów – na przykład Jerzemu Lubomirskiemu zaproponowano stanowisko hetmana wielkiego koronnego. Działania te wiosną doprowadziły kraj na skraj wojny domowej.
Związek Święcony, którego wojska zajęły Piaseczno, występował przeciwko elekcji księcia d’Enghien. Wspierający dwór Stefan Czarniecki i jego Związek Pobożny obsadzili Pragę. W kwietniu wrócił z niewoli rosyjskiej hetman polny litewski Wincenty Aleksander Gosiewski, którego wymieniono za pięciu wojewodów rosyjskich. W pół roku później 29 października został zamordowany przez własnych żołnierzy w Ostryni koło Lidy. Przyczyną śmierci Gosiewskiego było jego poparcie dla stronnictwa francuskiego, za co od Ludwika XIV otrzymać miał 18 tys. liwrów i milion talarów, a po elekcji księcia d’Enghien starostwo. Wincenty Gosiewski dokonać miał wewnętrznego rozkładu Związku Święconego. Współdziałający z hetmanem Kazimierz Żeromski również został zamordowany.
W początkach 1663 roku dwór planował wojnę z konfederatami, a w układaniu planów wojennych uczestniczył szwedzki wiceadmirał Gustaw Wrangel. Zaplanowano zamach na życie Jerzego Lubomirskiego, który został udaremniony przez niespodziewany wyjazd hetmana ze Lwowa.
W tym czasie na Ukrainie doszło do zmiany na stanowisku hetmana kozackiego – Jerzy Chmielnicki zrzekł się tej godności i został mnichem o imieniu Gedeon. Na jego miejsce hetmanem wybrany został Paweł Tetera. Tatarzy natomiast zaangażowali się w wojnę austriacko-turecką, plądrując Węgry, Słowację, Czechy i Śląsk. Ponadto musieli odpierać najazdy Kałmuków i Kozaków dońskich oraz tłumić bunt Nogajów.
W czerwcu na Zadnieprzu buławę hetmańską zdobył Iwan Brzuchowiecki, uważany za Polaka lub wychrzczonego Żyda. Dzięki demagogii i hasłom walki z karmazynami zdobył wielką popularność, a swoich współzawodników Wasyla Zołotareńkę i Joachima Somkę stracił 18 czerwca 1663 roku.

### Wyprawa zadnieprzańska Jana Kazimierza 1663–1664

Kampania 1663–1664

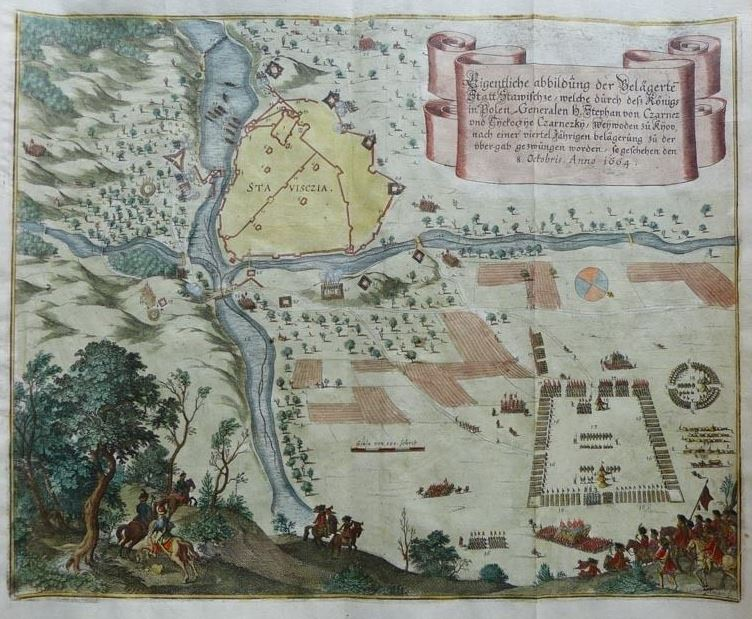
Oblężenie Stawiszcz w 1664 r.

W lipcu nastąpiło czasowe pojednanie między zwaśnionymi stronami, co umożliwiło skoncentrowanie się na wojnie z Rosją. W sierpniu 1663 Rzeczpospolita podjęła ostatnią próbę rozstrzygnięcia wojny polsko-rosyjskiej.
Dowodzone przez króla wojsko liczyło ok. 24 tys. żołnierzy koronnych (10 822 jazdy, 10 174 piechoty i 3650 dragonii) podzielonych na trzy dywizje, do których dołączyli Kozacy Pawła Tetery (14 pułków z Prawobrzeżnej Ukrainy – ok. 14 tys.) oraz Tatarzy w sile 12–15 tys., którymi dowodzili sułtani Sefer Girej i Melli Girej oraz Dedesz aga. Połączone siły ruszyły na wschód, gdzie dołączyć mieli Litwini dowodzeni przez hetmana polnego litewskiego Michała Paca, dzięki czemu liczebność wojsk miała wzrosnąć do 70 tys. Armia koronna, która ruszyła na wschód, była wewnętrznie skonfliktowana po stłumieniu buntów w jednostkach cudzoziemskiego autoramentu i straceniu 80 buntowników, w związku z tym mnożyły się dezercje, co osłabiało jednostki. W dniu 18 października armia dotarła do Białej Cerkwi, gdzie powitał króla archimandryta białocerkiewski Gedeon (Jerzy Chmielnicki) i gdzie połączono się z oczekującymi tam oddziałami Sobieskiego, kozakami Tetery i Tatarami. W trakcie kampanii nadal dawały o sobie znać konflikty związane z niedawno stłumionymi buntami w wojsku i konfederacjami żołnierskimi. 23 października odbyto wielką naradę wojenną i 25 października wyruszono w kierunku Dniepru.
Armia przeprawiła się 31 października na lewy brzeg Dniepru pod Rżyszczowem, pozostawiając w pobliżu Kijowa dla ubezpieczenia korpus Machowskiego. Po zdobyciu Boryspola, chorąży koronny Jan Sobieski z wydzieloną dywizją ruszył na Południowe Zadnieprze, dochodząc aż po rzekę Worsklę, a następnie skierował się z powrotem na północ w kierunku wojsk króla Jana Kazimierza. W tym czasie armia koronna z Kozakami stanęła na miesiąc w okolicach Ostrza i Kozielca (Rewera), oczekując na przybycie wojsk litewskich hetmana Michała Paca, który w tym czasie oblegał Rosławl. Pomimo tego, że wojska Paca na czas nie przybyły, armia koronna pod wodzą króla i Jana Czarnieckiego ruszyła w dalszą drogę. Będąc niedostatecznie zaopatrzona w artylerię, zwłaszcza oblężniczą, amunicję i żywność, za radą króla zrezygnowała z oblegania większych fortec, licząc na to, że pobije Rosjan w otwartym polu. Ci jednak zamknęli się wraz z lewobrzeżnymi Kozakami Iwana Brzuchowieckiego w kilku większych twierdzach i nie wykazywali ochoty do otwartej walki.
Na początku stycznia 1664 odeszli na południe Tatarzy, w związku z czym oddziały Połubińskiego i Jana Kazimierza ruszyły w stronę Moskwy, chcąc połączyć się po drodze z wojskami litewskimi Michała Paca. Wkrótce drogę armii koronnej zastąpiły oddziały kozackie pod dowództwem Brzuchowieckiego, jednak oddziały Sobieskiego i Czarnieckiego rozbiły je w bitwie pod Staryninem. Aby zdobyć żywność i ciepłą odzież z inicjatywy Czarnieckiego oblegano po drodze mniejsze twierdze, takie jak Sołtykowa Dziewica w dniu 6 stycznia, co znacznie opóźniało marsz. 17 stycznia 1664 wojska koronne wkroczyły na terytorium Carstwa Moskiewskiego. Do idących przez Łomieny, Sośnicę, Nowe Młyny, Korop i Królewiec wojsk królewskich dołączył 18 stycznia powracający z południa ze swoją dywizją Sobieski. Niedługo później doszło do odparcia wojsk moskiewskich Czerkaskiego w bitwie pod Putywlem, gdzie szczególnie zasłużyły się pułki Czarnieckiego. Od 22 stycznia do 9 lutego na wniosek Czarnieckiego i wbrew woli króla oblegano Głuchów. W związku z trudnościami w zdobyciu twierdzy i znacznymi stratami, król uznał, że zdobywanie jej nie ma sensu, w związku z tym ominięto ją i ruszono w kierunku Siewska, gdzie już na terenie Rosji w dniu 16 lutego wojska koronne połączyły się z siłami litewskimi dowodzonymi przez hetmana polnego litewskiego Michała Paca (ok. 15 tys. żołnierzy). Po przeglądzie wojska 17 lutego, w dniach 18–19 lutego odbyła się narada wojenna. Podjęto decyzję o wysłaniu 4 tys. zagonu pod wodzą Stefana Bidzińskiego i Aleksandra Połubińskiego oraz kilku tysięcy Kozaków i „wolontariuszy” litewskich pod wodzą Buhaja w głąb państwa moskiewskiego. Zagon ten ruszył w drogę 21 lutego i już po trzech dniach po wyjściu z Siewska natknął się na 14 tys. korpus moskiewski pod dowództwem Iwana Prozorowskiego cofający się w kierunku Karaczewska. W czasie bitwy wojska moskiewskie Prozorowskiego zostały całkowicie rozbite, co spowodowało jeszcze większą panikę wśród ludności rosyjskiej. Zagon dotarł do klasztoru św. Trójcy, rzeki Sebiessum, paląc według relacji „więcej dziesiątka tysięcy” wsi i docierając na odległość kilkunastu mil od Moskwy. Zagon powrócił do wojsk królewskich po przybyciu posłów moskiewskich do króla w celu podjęcia negocjacji pokojowych.
W tym czasie w nocy z 29 lutego na 1 marca armia Jana Kazimierza napotkała między Worońcem a Siewskiem główne siły rosyjskie, którymi dowodził kniaź Grigorij Romodanowski. Rosjanie jednak nie odważyli się na bój w otwartym polu i zamknęli się w obwarowanym taborze. Próbując wywabić armię moskiewską na północny brzeg Desny, doprowadzono tylko 4 marca do porażki przedniej straży Rosjan przy moście na rzece Deśnie.
Brak silnej twierdzy jako podstawy dalszych działań oraz nagła odwilż spowodowały, że po naradzie w Sośnicy w dniu 13 marca dowództwo podjęło decyzję o powrocie wojsk Jana Kazimierza nad Dniepr w granice Rzeczypospolitej. Nadeszły też wieści, że Romodowski szybko wycofał się w głąb Rosji. W związku z tym poza korpusem Bidzińskiego i Połubińskiego z Kozakami i Tatarami, którzy wdarli się głęboko w głąb Rosji i dokonali znacznych zniszczeń, wojska zaczęły powolny odwrót w kierunku Zadnieprza. W dniu 8 marca armię opuścił w Łoszkowie Stanisław Rewera Potocki, oddając dowództwo nad nią Czarnieckiemu. 16 marca pozostawiony na zapleczu pułkownik Sebastian Machowski przysłał królowi wieść o wybuchu 26 lutego powstania chłopskiego na południe od rzeki Roś. Tego samego dnia ten sam Machowski z rozkazu króla za spiski z Bohunem i Tatarami rozstrzelał w Kaniowie Iwana Wyhowskiego. Następnego dnia pod Nowogrodem Siewierskim za zdradę rozstrzelano Iwana Bohuna, wówczas już hetmana nakaźnego. Armia Rzeczypospolitej w drugiej połowie marca przeszła na prawy brzeg Dniepru i rozłożyła się na leża w okolicach Korosteszowa i Białej Cerkwi, a Czarniecki rozpoczął przygotowania do pacyfikacji powstania, m.in. wysyłając na wszelki wypadek Jerzego Chmielnickiego do Malborka i w kwietniu zajmując bez walki Korsuń. Idąc ze Staroduba, w dniu 24 marca wojska królewskie stanęły w Krzyczewie, a następnie ruszyły na północ do Mohylewa (5 kwietnia), Mińska (28 kwietnia-9 maja) i Wilna (16 maja).
Kampania nie doprowadziła do osiągnięcia zamierzonego celu politycznego, jakim było odzyskanie wszystkich utraconych na rzecz Rosji ziem za Dnieprem. Pomimo niepowodzenia kampania ta wykazała, jak wiele osiągnęła Rzeczpospolita, która zaledwie przed ośmiu laty utraciła wszystkie swe stolice i prawie całe terytorium, poniosła ogromne straty materialne i demograficzne, stanęła nawet u progu wojny domowej, by teraz wyznaczyć sobie tak ambitny cel jak marsz na Moskwę.

### Walki Czarnieckiego nad Dnieprem w 1664 r.
Wybuch powstania kozackiego na prawobrzeżnej Ukrainie zmusił wojska polskie do rezygnacji z marszu na Moskwę i podjęcia walki z Kozakami. Na Bracławszczyźnie w marcu wybuchło powstanie, które wsparł prorosyjski ataman koszowy Iwan Sirko. W kwietniu Czarniecki obległ Bużyn, jednak przejście części sił rosyjskich na Prawobrzeże zmusiło go do marszu pod Czehryń, ale tam też Rosjanie uchylili się od spotkania z jego wojskiem. Po przybyciu posiłków tatarskich Czarniecki, ruszył na obsadzone przez Iwana Sirko miasto Śmiła. Wykorzystując to, Iwan Brzuchowiecki przeszedł na „polskie” Prawobrzeże i zachęcał ludność do powstania. W związku z czym Czarniecki porzucił Śmiłę i niebawem zaatakował Kaniów. W kilku starciach jazda polska odniosła sukcesy, jednak nie była przygotowana do oblegania i Czarniecki musiał się wycofać.

Latem 1664 roku Czarniecki ponownie wkroczył na Prawobrzeże i przystąpił do krwawych pacyfikacji, natomiast Rosjanie nadal nie przyjęli wyzwania i uchylili się od bitwy. Po przybyciu do Subotowa kazał wyrzucić z grobu zwłoki Bohdana Chmielnickiego. W lipcu Czarniecki walczył pod Miedwinem i zdobył ufortyfikowane Stawiszcze. Następnie przez cztery tygodnie oblegał Lisiankę. Potem wojska koronne dowodzone przez Czarnieckiego ruszyły przez Bojarkę na Białą Cerkiew. Gdy ponownie zbuntowało się Stawiszcze, oblegał je 4 miesiące i 7 października miasto skapitulowało, gdy w styczniu ponownie się zbuntowało, wszyscy mieszkańcy zostali wymordowani a Stawiszcze zniszczone. Pomimo pomocy tatarskiej i sukcesu w walce pod Stawiszczami działania Czarnieckiego można uznać za sukces połowiczny. Doprowadził do chwilowej pacyfikacji Prawobrzeża, które ostatecznie pozostało przy Rzeczypospolitej, jednak Lewobrzeże (Zadnieprze) utrzymała pod swoją kontrolą Rosja.

### Rokosz Lubomirskiego i koniec wojny

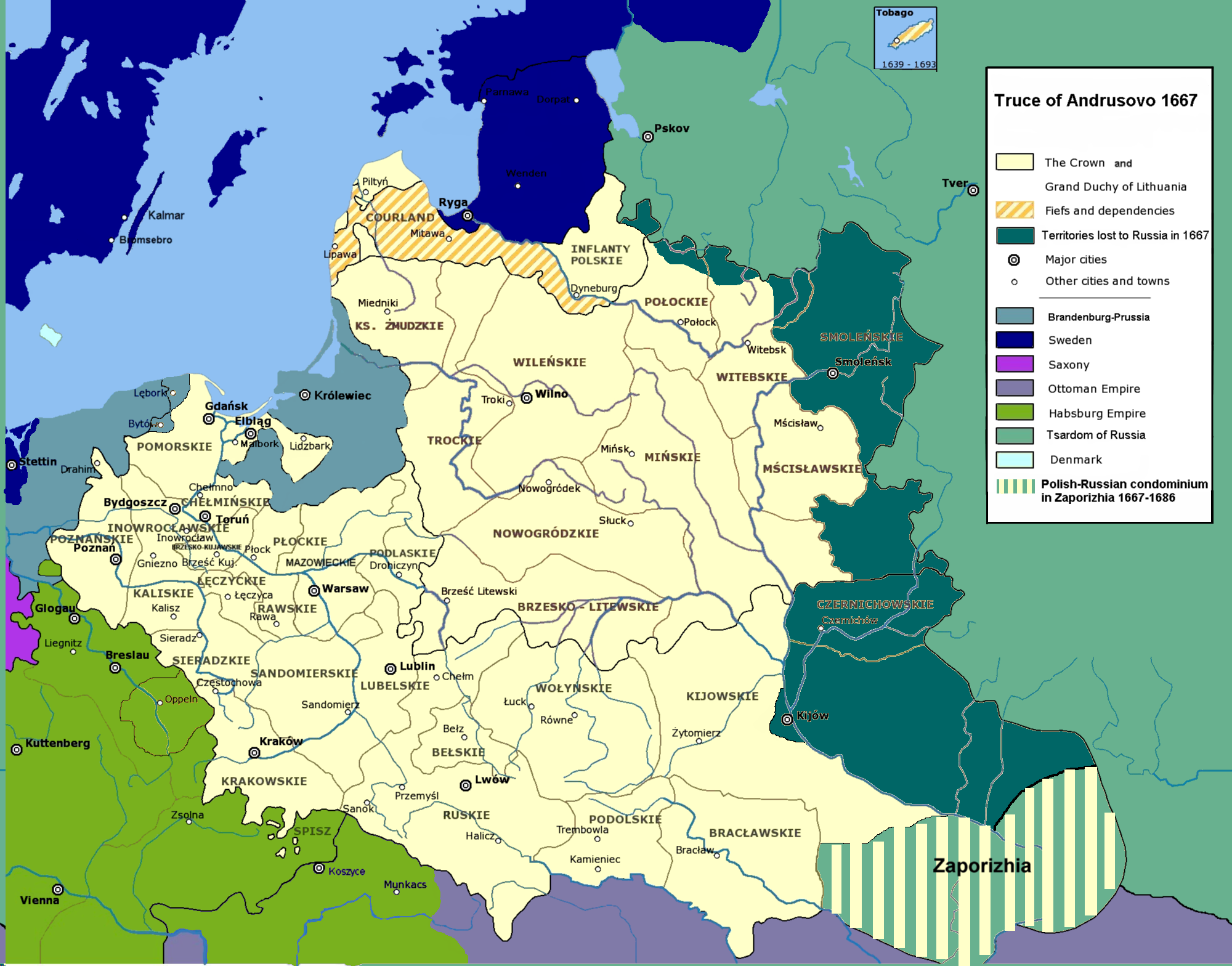
Rzeczpospolita po rozejmie andruszowskim w 1667 r.

W tym czasie wojska litewskie hetmana Michała Paca pobiły Rosjan 16 czerwca 1664 pod Witebskiem, jednak 2 sierpnia 1664 doznały porażki pod Szkłowem.
W grudniu 1664 roku sąd sejmowy skazał Jerzego Lubomirskiego na utratę czci, wszystkich dostojeństw i banicję. Przyczyną tak surowego wyroku miały być spiski i knowania Lubomirskiego z zagranicą. Hetmanem polnym po skazanym został Stefan Czarniecki, a marszałkiem wielkim koronnym Jan Sobieski, który jednak godności nie przyjął uznając wyrok za niesprawiedliwy. Lubomirski wyjechał za granicę. Rzeczpospolita stanęła u progu wojny domowej.
W styczniu 1665 roku Jan Kazimierz odwołał z Ukrainy Stefana Czarnieckiego. Stronnictwo dworskie zamierzało doprowadzić do elekcji vivente rege Kondeusza Wielkiego, gdyż Ludwik XIV pragnął w ten sposób otoczyć posiadłości Świętego Cesarstwa. Ponieważ po potopie szwedzkim społeczeństwo było nastawione bardzo ksenofobicznie, nienawidząc wszystkiego, co obce, postanowiono przeprowadzić elekcję przemocą. O wybuchu wojny domowej zadecydował więc dwór królewski i była ona już nieunikniona, bez względu na to, czy Lubomirski wróci do kraju i stanie na czele przeciwników elekcji vivente rege, czy też nie. Narzędziem przemocy w ręku króla miał być Czarniecki i jego żołnierze. Sprawa dalszej wojny z Rosją i odzyskania utraconych ziem dla dworu królewskiego przestała być sprawą istotną. Plany królewskie mocno pokrzyżowała śmierć Stefana Czarnieckiego, który zmarł 16 lutego 1665 roku w Sokołówce koło Lwowa. Problemem było teraz znalezienie odpowiedniego następcy.
Gdy 30 kwietnia na czele 800 żołnierzy niemieckich wrócił do Polski skazany na banicję Jerzy Lubomirski, poparła go znaczna część wojska. Rozpoczął się rokosz Lubomirskiego. Do walki z rokoszanami zostały ściągnięte z Ukrainy wszystkie wojska koronne, a w roku 1666 także spora część wojsk litewskich. W roku 1665 problemy wewnętrzne mieli również Tatarzy, ale po pobiciu jesienią na stepach akermańskich zbuntowanych Nogajów mieli wolną rękę i do końca rokoszu Lubomirskiego byli głównym czynnikiem politycznym na Ukrainie prawobrzeżnej. Bardzo poważnie wpłynęło to na przyszłe stosunki polsko-tatarskie. Na Krymie zaczęły brać górę poglądy, by zakończyć sojusz z Polską i poddać Ukrainę prawobrzeżną Chanatowi Krymskiemu. Na przeszkodzie tym planom stał chan Mehmed IV, który chciał dochować wierności układom z Janem Kazimierzem. Na początku 1666 roku wybuchł bunt tatarskiej arystokracji. Gdy bunt ten został wsparty przez wielkiego wezyra Ahmeda Köprülü, który wysłał zbuntowanym na pomoc armię turecką, Mehmed IV został obalony już w marcu. Na tronie zasiadł teraz Adil Girej. Zainteresowanie Imperium Osmańskiego sprawami ukraińskimi stanowiło dla Polski poważną groźbę na przyszłość.
13 lipca 1666 stoczona została bitwa pod Mątwami. Zginęło tysiące wybornych, zaprawionych w licznych kampaniach żołnierzy. Gdy w Polsce trwała wojna domowa, na południowym wschodzie doszło do radykalnych zmian politycznych, gdyż postawa Turcji sprawiła, że sojusz z Tatarami praktycznie dobiegł końca i w nowych warunkach korzystne rozstrzygnięcie wojny z Rosją stało się niemożliwe. Miraże Ludwiki Marii o elekcji vivente rege i wynikła z nich wojna domowa odebrały Rzeczypospolitej wielką szansę na pokonanie słaniającej się już z wyczerpania Rosji.
W końcu 1666 roku hetman kozacki, dawny pułkownik czerkaski, Petro Doroszenko uznał protekcję Turcji i Krymu nad Ukrainą i stał się pierwszym w historii hetmanem kozackim z ramienia Turcji. W grudniu sprzymierzeni z Kozakami Doroszenki Tatarzy rozbili pod Ścianą i Braiłowem 6-tysięczną dywizję Sebastiana Machowskiego, a jej wodza wzięli do niewoli. Rozpoczęła się wojna polsko-kozacko-tatarska (1666–1671), która miała być jedynie wstępem do wojny polsko-tureckiej 1672–1676. Fakt ten, wskazujący na coraz większe zainteresowanie sprawami ukraińskimi przez Turcję, przyśpieszył polsko-rosyjskie rozmowy pokojowe.
Między Rzecząpospolitą i Rosją już od dłuższego czasu nie doszło do poważniejszych działań wojennych i ostatecznie 9 lutego (30 stycznia starego stylu) 1667 roku zawarty został traktat rozejmowy w Andruszowie na trzynaście i pół roku. W tym okresie oba państwa miały starać się o zawarcie
trwałego pokoju. Na podstawie traktatu wracały do Rzeczypospolitej Inflanty polskie, województwa połockie i witebskie, ale bez Wieliża. Rosja dostała utracone przez nią w pokoju polanowskim Smoleńsk i Siewierszczyznę, a ponadto Ukrainę Lewobrzeżną oraz na dwa i pół roku Kijów, który nie został mimo tego zapisu zwrócony przez Rosję. Zaporoże miało być wspólnym protektoratem Polski i Rosji jako zasłona przed Tatarami. Zawarty traktat na ponad sto lat podzielił Ukrainę na dwie części – rosyjską i polską. Skutki tych decyzji dają o sobie znać aż do dziś, gdy ziemie naddnieprzańskie weszły w skład niepodległej Ukrainy. Rozejm andruszowski w swojej idei miał być zalążkiem sojuszu wojskowego obu mocarstw zwróconego przeciw Turcji i Tatarom. Ostatecznie wojnę zakończył traktat Grzymułtowskiego zawarty w 1686 roku.

## Chronologiczna lista bitew
- Bitwa pod Nową Wodą (25 czerwca 1654)
- bitwa pod Szkłowem (12 sierpnia 1654)
- bitwa pod Szepielewiczami (24 sierpnia 1654)
- bitwa pod Ochmatowem (29 stycznia – 1 lutego 1655)
- bitwa o Wilno (7 sierpnia 1655)
- bitwa pod Gródkiem Jagiellońskim (29 września 1655)
- oblężenie Lwowa (25 października – 8 listopada 1655)
- bitwa pod Jezierną (10–12 listopada 1655)
- bitwa pod Werkami (21 października 1658)
- bitwa na jeziorze Miadzioł (1659)
- bitwa pod Konotopem (7–8 lipca 1659)
- oblężenie Lachowicz (23 marca – 28 czerwca 1660)
- bitwa pod Połonką (28 czerwca 1660)
- oblężenie Borysowa (połowa lipca – początek sierpnia 1660)
- oblężenie Mohylewa (10 sierpnia – 4 października 1660)
- bitwa nad Basią (8 października 1660)
- bitwa pod Lubarem (14–27 września 1660)
- bitwa pod Cudnowem (14 października – 2 listopada 1660)
- bitwa pod Słobodyszczami (7 października 1660)
- bitwa pod Kuszlikami (4 listopada 1661)
- oblężenie Głuchowa (22 stycznia – 9 lutego 1664)
- bitwa pod Briańskiem (luty 1664)
- bitwa pod Witebskiem (16 czerwca 1664)
- bitwa pod Szkłowem (2 sierpnia 1664)
- bitwa pod Stawiszczami (1664)